# ロボテック
『ロボテック』（英語: Robotech）は、1985年 3月4日  より、アメリカ合衆国や南米、フランスで放送されたテレビアニメシリーズ。
竜の子プロダクション（現・タツノコプロ）製作のSF・ロボットアニメ『超時空要塞マクロス』、『超時空騎団サザンクロス』、『機甲創世記モスピーダ』の3作品をハーモニーゴールド USA 社（Harmony Gold USA）がライセンス取得、同一世界の異なる時代と世代を描いた、連続するひとつの大河シリーズとして翻案、再編集された作品である。なお、東京ムービー新社製作で放送権が異なる「超時空シリーズ」第2作目『超時空世紀オーガス』は本シリーズには含まれない。また、『マクロス』の劇場版『超時空要塞マクロス 愛・おぼえていますか』はライセンスの売却に含まれていない。
テレビアニメでは、『超時空要塞マクロス』は Robotech: The Macross Saga （『ロボテック：マクロス・サーガ』）、『超時空騎団サザンクロス』は Robotech: The Masters （『ロボテック：マスターズ』）、『機甲創世記モスピーダ』は Robotech: The New Generation （『ロボテック：ニュー・ジェネレーション』）というタイトルで翻案されている。

## 概要
アメリカにおける日本産アニメは、1960年代から、『鉄腕アトム』、『マッハGoGoGo』、『ジャングル大帝』など、多数の作品が輸出されたが、これらの作品は米国国内の事情により、暴力・死・性的描写などの日本的なアニメ描写や、日本側クレジットを削除（代わりに自分達の名前をクレジット）、放送日程に合わせて内容をつぎはぎするなど、原形をとどめない改変が行われることがしばしばあった。こうやってアメリカナイズされた作品には、他にも『科学忍者隊ガッチャマン』（米国版）やStar Blazers（『宇宙戦艦ヤマト』テレビシリーズ I / II / III）などがある。
当時の米国のテレビ局では、平日の帯番組として放映するにあたり最低65話が必要とされ、1作品のみでは話数が足りないため、『超時空要塞マクロス』（全36話） + 『超時空騎団サザンクロス』（全23話） + 『機甲創世記モスピーダ』（全25話）の合計84話と『マクロス・サーガ』（『マクロス』編）第25話と『マスターズ』（『サザンクロス』編）第10話の実質的な総集編である、第37話「ダーナの物語」（Dana's Story）が追加され、全85話で放送された。このように「ロボテック」は、本来何のつながりもない複数の作品の再構成というかたちではあったが、日本的な描写が残されて放送されたことが、前述の諸作品と異なり、現在まで続く日本アニメと、その流儀（スタイル）にならった米国の商業アニメの製作潮流と、購買層となるアニメファンダムの定着の源流となったと、米国評論界では理解されている。
ハーモニーゴールド USA社と当時の竜の子プロダクション社とのあいだで締結された契約は通常の使用許諾契約ではなく、アジア地域・日本以外での著作権そのものをハーモニーゴールド USAへ譲渡する契約であるため、原作となる日本側の制作関係者は作品にテロップされることはない。
シリーズタイトル「ロボテック」の語源は、オーバーテクノロジーによるロボット工学の英語表現（ROBOTECHnology）の語尾が抜け落ちた省略形である。Robotech のブランドは、『超時空要塞マクロス』・『超時空世紀オーガス』・『太陽の牙ダグラム』のキットのランナー部を日本から輸入し、箱と説明書を英語の独自のものに入れ替え、商品名称を変更して発売していたレベル社（Revell）発売のロボットプラモデルシリーズ、「ロボテック：ディフェンダーズ」（英: Robotech Defenders）に由来する。『マクロス』絡みのテレビアニメ企画を知ったレベル社が、ブランドタイアップとしてハーモニーゴールド USA 社に働きかけ、番組名に "Robotech" を冠することになった。なお、レベル社の製品名とともに Robotech Defenders の漫画の物語や設定も、本シリーズとは内容的にまったく接点および共通点を持たない、模型主導型の別の作品である。
プロ作家による正典、外典（伝）、ファンによる同人誌に至るまで、シリーズに冠するブランド名として、英語圏とスペイン語圏の国々（南米）ではアニメに興味のない人々でも一応はタイトルと物語の概要を知らない人はいないほどの、日本国における「ガンダムシリーズ」に匹敵する知名度と商業的成功を収めた。
一方その後、米国とカナダで『超時空要塞マクロス 愛・おぼえていますか』がビデオ販売されるなどして、ロボテックは米国製ではなく、日本起源の原作があることが北米アニメファンの間に知られていくようになる。こうした影響でアメリカのアニメファンたちはオリジナルであることに異常にこだわるという傾向が生まれた。

## ストーリー
強大な軍事力を持つ異星人、
- Zentraedi（日本版ではゼントラーディ人）
- その創造主であるRobotech Masters（日本版ではゾル人）
- 上記2種族の宿敵であるインビッド（Invid）（日本版ではインビット）

が、それぞれの時代において、神秘的な超エネルギー「プロトカルチャー」を求めて襲来する。これに対し、
- 最初の世代の大河ドラマである『マクロス・サーガ』（『超時空要塞マクロス』）、
- 同じく第二世代目の『マスターズ』（『超時空騎団サザンクロス』）、
- 同第三世代（新世代）目の『ニュー・ジェネレーション』（『機甲創世記モスピーダ』）

の3作品間の各3世代間における、上記超資源を求めて襲来した異星人と人類側（後にガス惑星「ファントマ」の衛星ティロルの別星系人類（Tirolian）含む）の戦いとファーストコンタクトを描く。

## 全話リスト
米国本土では、第一部『マクロス・サーガ』最終回の第36話に続けて『マスターズ』の番外編スペシャル 第1話「ダーナの物語」 (ep. 37 “Dana's Story”) を第37話とし、第2話から最終回の第24話（『超時空騎団サザンクロス』第1話から最終回 第23話にあたる）を第38話 - 第60話、同様に『ニュー・ジェネレーション』 第1話から最終回第25話（『機甲創世記モスピーダ』第1話から最終回第25話にあたる）を 第61話 - 第85話 として、一般に通し番号として話数を表記する。
- 第二世代編『マスターズ』（原作：『超時空騎団サザンクロス』）と　第三世代編『ニュー・ジェネレーション』（原作：『機甲創世記モスピーダ』）の表中、 原作で相当する話数の右側の（数字 .）は通常用いられる、基本三部作シリーズ内の通し話数を表す。

| マクロス・サーガ The Macross Saga | マスターズ The Masters | ニュー・ジェネレーション The New Generation |
| --- | --- | --- |
| 1. Boobytrap 2. Countdown 3. Spacefold 4. The Long Wait 5. Transformation 6. Blitzkrieg 7. Bye-Bye Mars 8. Sweet Sixteen 9. Miss Macross 10. Blind Game 11. First Contact 12. The Big Escape 13. Blue Wind 14. Gloval's Report 15. Homecoming 16. Battle Cry 17. Phantasm 18. Farewell, Big Brother 19. Bursting Point 20. Paradise Lost 21. A New Dawn 22. Battle Hymn 23. Reckless 24. Show Down 25. Wedding Bells 26. The Messenger 27. Force Of Arms 28. Reconstruction Blues 29. Robotech Masters 30. Viva Miriya 31. Khyron's Revenge 32. Broken Heart 33. A Rainy Night 34. Private Time 35. Season's Greetings 36. To The Stars | 1. (37.) Dana's Story 2. (38.) False Start 3. (39.) Southern Cross 4. (40.) Volunteers 5. (41.) Half Moon 6. (42.) Danger Zone 7. (43.) Prelude To Battle 8. (44.) The Trap 9. (45.) Metal Fire 10. (46.) Stardust 11. (47.) Outsiders 12. (48.) Deja Vu 13. (49.) A New Recruit 14. (50.) Triumvirate 15. (51.) Clone Chamber 16. (52.) Love Song 17. (53.) The Hunters 18. (54.) Mind Game 19. (55.) Dana In Wonderland 20. (56.) Crisis Point 21. (57.) Day Dreamer 22. (58.) Final Nightmare 23. (59.) The Invid Connection 24. (60.) Catastrophe | 1. (61.) The Invid Invasion 2. (62.) The Lost City 3. (63.) Lonely Soldier Boy 4. (64.) Survival 5. (65.) Curtain Call 6. (66.) Hard Times 7. (67.) Paper Hero 8. (68.) Eulogy 9. (69.) The Genesis Pit 10. (70.) Enter Marlene 11. (71.) The Secret Route 12. (72.) The Fortress 13. (73.) Sandstorms 14. (74.) Annie's Wedding 15. (75.) Separate Ways 16. (76.) Metamorphosis 17. (77.) The Midnight Sun 18. (78.) Ghost Town 19. (79.) Frostbite 20. (80.) Birthday Blues 21. (81.) Hired Gun 22. (82.) The Big Apple 23. (83.) Reflex Point 24. (84.) Dark Finale 25. (85.) Symphony Of Light |

## スタッフ
- Ahmed Agrama - エグゼクティブ・プロデューサー - ハーモニーゴールド USAの設立者フランク・アグラマの息子
- Jehan Agrama - アソシエイト・プロデューサー
- Debbie Alba - ダイアログ・ディレクター
- Robert V. Barron - スーパーヴァイジング・ディレクター、作家、ダイアログ・ディレクター
- Ardwight Chamberlain - 作家
- Greg Finley - 作家、ダイアログ・ディレクター
- Kent Hayes - プロダクション・マネージャー
- Jason Klassi - 作家
- スティーブ・クレイマー - スクリプト・エディター、作家、ダイアログ・ディレクター
- カール・メイセック - プロデューサー、ストーリー・エディター
- マイク・レイノルズ - 作家、ダイアログ・ディレクター
- Gregory Snegoff - スクリプト・エディター、作家、ダイアログ・ディレクター
- Tao Will - 作家

### 製作班
- Jorge Allia - トランスファー（翻訳者）
- Leonardo Araujo - レコーディング・エンジニア
- George Bours - レコーディング・エンジニア
- Guillermo Coelho - ビデオ・テープ・エンジニア
- John Reiner - レコーディング・エンジニア
- Bryan J. Rusenko - チーフ・エンジニア
- Eduardo Torres - レコーディング・エンジニア
- Gerardo Valdez - トランスファー（翻訳者）
- Joel Valentine - 最終再レコーディング

### 音楽スタッフ
- Michael Bradley - 作曲、ソングライター、ランサーの歌声
- Alberto Ruben Estevez - 作曲
- ウルピオ・ミニッツィ - 作曲、主題曲
- John Mortarotti - 音楽エディター
- Arlon Ober - 作曲、編曲、ソング・ライター
- レベッカ・フォースダット - ミンメイの歌声
- Thomas A. White - エグゼクティブ音楽プロデューサー

## 配役
翻案元の作品につき、（）は『マクロス』、〔〕は『サザンクロス』、〈〉は『モスピーダ』の登場人物。
- Robert V. Barron - Admiral Donald Hayes（早瀬提督）
- Bill Capizzi - Robotech Masters　〔ゾルの司令官デス・デラ・デミ〕/ Konda　（コンダ・ブロムコ）
- Frank Catalano - Rand　〈レイ〉/ Bobby〈ボビー〉 / 〔デニス・ブラウン中尉〕（Dennis Brown）
- Cam Clarke - Max Sterling　（マクシミリアン・ジーナス）/ Yellow Lancer〈イエロー・ベルモント〉
- Tony Clay - Breetai（ブリタイ・クリダニク）
- Lara Cody - Kim Young （キム・キャビロフ）/Jason（よっちゃん）
- Richard Epcar - Ben Dixon  （柿崎速雄）/ Grel （副官オイグル） / Lunk〈ジム・ウォーストン〉
- Greg Finley - Henry Gloval （ブルーノ・J・グローバル）/ Anatole Eli Leonard 〔クロード・レオン〕
- Reba West - Linn Minmei （リン・ミンメイ、『マクロス』における表記はLynn Minmay）
- Eddie Frierson - Lynn Kyle　（リン・カイフン）
- Barbara Goodson - Marie Crystal　〔マリー・アンジェル〕 / Sera　〈ソルジィ〉
- Melora Harte - Musica　〔ムジカ・ノヴァ〕
- Alexandra Kenworthy - Azonia（ラプラミズ）/ Regis〈インビッド女王 レフレス〉
- Steve Kramer - Angelo Dante　〔アンジェイ・スラウスキー〕
- Ted Layman - Exedore　（エキセドル・フォルモ）
- Wendee Lee - Vanessa Leeds　（ヴァネッサ・レイアード）
- Susie London - Rook Barthley　〈フーケ・エローズ〉
- Melanie MacQueen - Lisa Hayes　（早瀬未沙）/ Marlene Rush 〈マリーン〉/ Ariel〈アイシャ〉
- Michael McConnaghie - Rolf Emerson　〔ロルフ・エマーソン〕
- Kerrigan Mahan - Sean Phillips　〔シャルル・ドゥ・エトワード〕
- David Millbern - Louie Nichols　〔ルーイ・デュカス〕
- Edie Mirman （Edith S. Mirman）- Miriya Parina（ミリア・ファリーナ）/ Nova Satori　〔ラーナ・イザビア 〕/ Maia Sterling 〔マイア・スターリング〕
- Iona Morris - Claudia Grant　（クローディア・ラサール）
- J. Jay Smith - Narrator　（ナレーター）
- Mike Sorich - Sparks〈通信士スパーク〉
- Melissa Newman - Dana Sterling（コミリア・ファリーナ・ジーナス）＝〔ジャンヌ・フランセーズ〕[注 3]
- Deanna Morris - Dana Sterling の少女時代
- Tony Oliver - Rick Hunter （一条輝）
- Paul St. Peter - Zor Prime〔サイフリート・ヴァイス〕/ Corg〈バットラー〉/ Romy〈パン屋のロミィ〉
- Mike Reynolds - Dolza（ボドルザー）/ Senator Russo （南アタリア島政治家　セネター・ルッソ）
- Gregory Snegoff - Khyron　（カムジン・クラヴシェラ）/Alan Fredricks 〔憲兵隊中尉アラン・フレデリック〕 / Scott Bernard 〈スティック・バーナード〉/ Dr. Emil Lang（技師長/エミール・ラング工学博士） / Mayor　（マクロス・シティ市長）
- Dan Woren - Roy Fokker　（ロイ・フォッカー）
- Thomas Wyner - Jonathan Wolff　〈ジョナサン・ウルフ少佐〉

## 製作

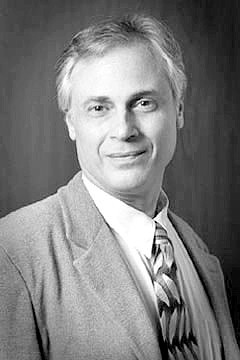
カール・メイセック

ハーモニーゴールド USA 社のプロデューサー、カール・メイセック（Carl Macek）が原作となる3作品の脚本を改変する作業を指揮した。製作期間は9か月だったが、原典三部作の主要な脚本家であり、スコット・バーナード ほかの声優も務めたグレゴリー・スニーゴフ（Gregory Snegoff）は、倍の期間である18か月があれば理想的であったと語っている。

## 放映の条件
「最低65話放映」の条件は、平日帯のゴールデンタイム 以外で、各々の地方局間で連携放送される番組（シンジケーション番組）に限って適用され、この条件は、異なるアニメ番組の物語を組み合わせることを強制するものではなかった。
類似する例として、『百獣王ゴライオン』と『機甲艦隊ダイラガーXV』を編集した『ボルトロン』（Voltron）という作品も存在するが、続編のクロスオーバー・スペシャルまでは、日本で放送のとおりに放送された。
『宇宙戦艦ヤマト』や『トランスフォーマー』は、65話に達するまで、週1回の番組として放映されていた。
制作当時の環境を考えれば、アメリカ合衆国の地上波において、テレビシリーズとしてアニメーション番組を放送するために作品を改変することは 必要やむを得ないことであったと、擁護派は反論している。

## テレビ放送

### テレビ放送開始
「ロボテック」は1985年に全米ネットではなく、ローカル各局で放映された。これは1980年代のアニメ・シリーズ全般にみられる傾向である。それまでローカル局では土曜日の朝に、『ルーニー・テューンズ』のような子供向けカートゥーンや、ネットワーク局で放送されたショーを再放送していた。しかし、米国のアニメーション・シリーズ、He-Man and the Masters of the Universe  によって新しい営業スタイルが提案されると、この状況は一変した。これは放送局が未放送の新作アニメを直接購入し、アニメは玩具メーカーのスポンサーの収益で制作するというものである。
しかし「ロボテック」の視聴率は良好だったものの、そのファン層は比較的高年齢層で、必ずしも玩具や模型販売の対象者とはならなかった。こうした状況下、マテル社のミニカー・ブランドのマッチボックス社（英: Matchbox）の玩具販売の失敗は『ロボテック II：センチネル』（英: Robotech II: The Sentinels）テレビシリーズとしての制作中止（のちにウォルトリップ兄弟による漫画版で続きが描かれた）の最大の原因だった。

### 再放送
1990年代にはケーブルテレビのサイファイ・チャンネル （英: Sci-Fi）とカートゥーン ネットワークで放送。カートゥーン ネットワークでは、ランサー・ベルモント（イエロー・ベルモント）の女装という性的倒錯描写を理由とする自社放送倫理規制により、『モスピーダ』編を除く、1話から60話までしか放送しないという決定がなされ、『マスターズ』編（『サザンクロス』）の終了を待って放送を打ち切った。最近のカートゥーン ネットワークは「ジャイアント・ロボット」スペシャルの一部として「ロボテック」の選り抜きの話を再放送。また、カリフォルニア州・サンノゼの公開テレビ局は『コードネーム・ロボテック』（英: Codename: Robotech）を放送。「ロボテック」は、2010年10月現在、アニメ・ネットワークで毎日放送されている。

### アメリカ合衆国外での放送
「ロボテック・シリーズ」三部作は、アメリカ合衆国以外の国々でも放送された。これらは放映権を購入した各国の放送局が放映し、カナダ（英語、フランス語）、ヨーロッパの 欧州連合諸国、オーストラリア連邦、南米諸国（スペイン語、ポルトガル語）、中華人民共和国（北京語）、ロシア連邦（ロシア語）で、1985年から1991年に掛けて順次放映された。
英語以外の各国語版は、原則、歌曲は「ロボテック」英語版をそのまま使用しているが、声優は現地の声優を雇用して吹き替えるために台詞（対話／ダイアローグ）が多少異なる。
また、日本語から英語、さらに各国語への重訳の際に解釈の相違や誤訳 により、内容が多少相違する例もある。たとえば、イタリア語版は ATLAS UFO Robot （『UFOロボ グレンダイザー』）以来の輸入アニメの処理の伝統に従い、歌曲の一部をイタリア語による現地雇用の歌手による歌に差し替えた。
また、中華人民共和国版も洋楽を聴く習慣や伝統のない同国の国民性を考慮して、同様に歌曲がすべて北京語による現地歌手による歌に差し替えられているが、海賊版ではなく著作権管理に厳しい米国との正式ライセンス契約下であるために、ハーモニーゴールド USA 社より提供された、オリジナルの楽譜を使用し、歌詞もロボテック版原曲に較べて、北京語特有のピン音発音に伴う改変を除いては、比較的忠実に翻訳されている。
オーストラリア連邦ではセブン・ネットワーク（チャンネル7）とネットワーク・テン（チャンネル10）で『ロボテック』が放送された。この2つはそれぞれ異なる州の放送局である。チャンネル7は全85話を放送したが、チャンネル10は52話で打ち切った。

## 反響
アメリカ合衆国で発売された『アニメインサイダー』（Anime Insider）、『ニュータイプUSA』、現在も刊行されている『アニメリカ』（Animerica）、同じくカナダで発売されている『プロトカルチャー・アディクツ』（英: Protoculture Addicts）などのアニメ雑誌の作品人気投票のベスト10を何度も入賞した。好反響を受け、ハーモニーゴールド USA 社はシリーズの拡大を図っている。
映像作品（アニメ）としての続編は『ロボテック II: センチネル』の失敗により長く途絶えたが、漫画や小説で続編やスピンオフ作品が継続的に発表され、根強いファンを獲得した。
放送から15年以上を経て、2001年には公式ウェブサイト「robotech.com」（「外部リンク」参照）が開設され、DVDやテレビゲーム、関連グッズなど積極的な商品展開がなされている。
アニメ・エキスポ2004では、『ロボテック シャドウ・クロニクル』の発表があり、その一年後、「ロボテック」20周年を迎えたアニメエキスポ2005で初めて予告編が上映され、北米大陸においては2007年2月6日にOVA作品としてDVDが発売された。
カナダ、アルゼンチン、チリ、中国でも同様の影響を与え、2004年の夏には中国教育テレビ「中国教育電視台」のチャンネル「漫画频道」における「全時代ベスト・ロボットアニメ賞」(英: Best Robot-theme Anime of all time) を受賞した。
アメリカ合衆国以外の国々でも、「ロボテック」は「アニメ」人気をじわじわと上げ続けた。これによってSF界への貢献を認められ、北アメリカSF大会 (英: Worldcon) 、コンカスカディア・コンベンション (英: ConCascadia Con) と、シアトルの SF殿堂博物館 から賞を与えられた。
その一方、無関係な3作品をひとつにまとめる物語構成の改変、登場人物の名称や一部の主要人物の性格設定の変更、米国の放送事情と法律により行われた編集は、もとの作品を踏みにじる行為とみなし、『ロボテック』を批判する 英語圏のファン層も確かに存在し、改変担当者のカール・メイセックに脅迫状が送られる事件も起こった。
なお、英語圏で「メカ」（英: Mecha）という和製英語由来の名称が認知されるきっかけとなったのは、『ロボテック』である。それ以来西洋、とくに英語圏で「メカ」といえば人間が搭乗するロボットかパワードスーツを指すようになった。

## 権利問題

### 国際商標権問題
ハーモニーゴールド USA（審決文面上の表記は「ハーモニー ゴールド ユー エス エー インコーポレーテッド」）は、本作テレビアニメーションシリーズ（したがってアニメーション映画の『超時空要塞マクロス 愛・おぼえていますか』は含まれない）に関して、アメリカ合衆国において著作権（翻案権）、および商標権の登録を行ったことを奇貨（）として、同社は日本国特許庁に対して『マクロス』の英文字表記である「Macross」および作品中架空の軍隊「地球統合軍」作戦領域管轄のひとつである宇宙軍の英文字表記「U.N. Spacy」に関する2001年2月5日と同年5月21日の2回の登録異議の申立てを行った。

### タツノコに対するハーモニーゴールド USA社のライセンス返還
タツノコ・プロダクションは1998年8月6日に最初の延長更新、2002年1月20日に再度（第二回目）の契約延長更新され、2021年3月14日に満了予定であった1984年9月11日の原初のライセンス契約に関して、満了日から再延長許諾に関する猶予期間である7日後の同年3月21日をもってハーモニーゴールド USA社に対して日本国以外の 全世界頒布に関するハーモニーゴールUSA社への独占的な改変・翻案可能な利用許諾契約で与えられていた「ロボテック・シリーズ」の原作となる、3つのテレビアニメシリーズの各々の権利を取り戻すことになる。
これには、従前ハーモニーゴールド USA社の最高責任者であり創業者でもあったフランク・アグラマ（Frank Agrama）が、2015年の初頭を契機に会長となり経営実務から引退したあと、2017年に入るころから認知症を患ったことを原因として発言力を失い、経営学修士（MBA）を取得した彼の長女であるジェハン・F.・アグラマ（Jehan F. Agrama） が、代表取締役（President）兼 最高経営責任者（Chief executive / CEO）に就任により、ロサンゼルスのウエスト・サンセット大通りにある富裕個人層向けの豪華な映像と音響設備を備えた本社の映写室（プライベート・シアター）の利用料金収入の好調と同様に、カリフォルニア州の南カリフォルニア地域での富裕個人層を対象にした別荘などの大口個人対象（Business-to-consumer/B2C）の不動産販売業にも関心を示し、新代表者であるジェハン自身が博打的要素が強く収入が不安定なコンテンツ事業への関心が薄れ、同社の体制に変化が生じたことも大きい。
タツノコ・プロダクションのハーモニーゴールド USA社に対するシリーズの原作であるテレビシリーズ3作品のライセンス回収訴訟の提起は2017年3月1日。
なお、タツノコ・プロダクションは 1984年9月11日の原初の「ロボテック」の米国へのライセンス付与契約締結当時、「ハーモニーゴールド株式会社（香港）」（Harmony Gold Ltd (Hong Kong)）においてタツノコ側の取締役が出頭のうえで締結された 当初の契約には、日本側の原作の著作権管理者に対する媒体販売の権利に関する契約項目が想定されていないにもかかわらず、「ロボテック・シリーズ」の家庭用ビデオソフトウェア（VHS 、 作品の有償ウェブ配信、Blu-ray 、DVD などの媒体販売収入）、およびトイナミ（Toynami）が販売する『シャドウ・クロニクル』（影の年代記）に登場するVFA-6 レギオス ほか変形玩具の販売に関する権利金（ロイヤルティー）が、1985年の原初の契約締結以来、支払われておらず契約違反だとして、ハーモニーゴールド USA社に対して2016年11月に、過去から遡った前記権利金の累積総額として、1,500万米ドル（日本円換算で 1,663,035,000円 、約16億6,300万円）を求めたが、これはさすがに不当な請求であるとして、管轄裁判所であったカリフォルニア州裁判所 (アメリカ合衆国)より却下されている。
しかし、和解調停による仲裁 (Arbitration) 合意の結果、カリフォルニア州中央地方裁判所のパーシー・アンダーソン裁判官による2017年8月23日の裁定（ruling）により、タツノコ・プロダクション側は2021年3月21日をもって、ハーモニーゴールド USA社に対して許可していた「ロボテック・シリーズ」の原作である基本三部作のライセンスを「更新しない」という形式にて回収し、ハーモニーゴールド USA社側は返還テレビシリーズの登場人物設定（キャラクターデザイン）、機械・建物・美術線画設定（プロダクションデザイン）などの資料の確認精査および監査に掛かる諸経費と、タツノコ・プロダクションに対する前記2017年3月1日にタツノコ側が提訴したライセンス回収訴訟に対する反訴に関してハーモニーゴールド USA社が費やしたすべての訴訟費用、その他の名目で タツノコ・プロダクション側より 全額を金銭債権の形とする 848,708 米国ドル（約9,259万円）を獲得することとなった。
この発端となったのは、2016年11月23日にハーモニーゴールド USA社側が自社の持つ「ロボテック・シリーズ」に関する権利の確認を行った（『ロボテック：マクロスサーガ』実写映画の進行に絡み）行為である。2016年12月29日、つまり2016年末ぎりぎりになってタツノコ・プロダクション側がこのハーモニーゴールド USA社の見解に 1985年の契約以来、初めての異議を申し立てた。
前記のとおり、タツノコ・プロダクション側がハーモニーゴールド USA社に対してライセンス回収を求めて、アメリカ合衆国連邦裁判所（カリフォルニア支所）に対して2017年3月1日に訴訟提起をしたが、翌年になり連邦裁判所の和解勧告により仲裁人（Arbitrator）が選任され、双方の主張と資料が提出されたすえ、2017年6月28日に合意に至る。この合意に拘束されるため、ハーモニーゴールド USA社は、ふたたびタツノコ・プロダクション社より許諾を獲得しない限り、2021年3月21日をもって「ロボテック・シリーズ」のライセンスを喪失し、よって2017年現在ソニーピクチャーズおよびコロンビア映画が制作中の実写特撮映画『ロボテック：マクロス・サーガ』についても、たとえ（日本国を除く）全世界公開を強行するにしても、2021年3月21日までに少なくともライセンスのマスター保有国であるアメリカ合衆国およびカナダ連邦のいわゆる北米大陸での映画完成と公開を間に合わせなければ、せっかく多額の予算を掛けて製作した作品の商業収入（興行収入のみならず、作品の有償ウェブ配信、Blu-ray 、DVD などの媒体販売収入を含む）の途を永遠に失うことになる。
また、実写映画シリーズの『マクロス・サーガ』以降の続編として予定していた第2作『ロボテック：マスターズ』（原作は『超時空騎団サザンクロス』）、第3作『ロボテック：ニュー・ジェネレーション』（原作は『機甲創世記モスピーダ』）、米国独自の物語構成と脚本であるロボテックシリーズ第四作『ロボテック：シャドウ・クロニクル』もまた、原作である基本3作と米国独自の派生作品の創作元である『機甲創世記モスピーダ』を核とする3作品の原作の設定の利用権ならびに翻案権を包括的に喪失するため、権利喪失後はタツノコ・プロダクションよりライセンスの再許諾を獲得しない限り、期限切れにより実質的に実写特撮映画の制作は不可能となる。
なお、タツノコ・プロダクション側が「ロボテック・シリーズ」のライセンス回収に際して日本円換算で1億円に届く多額の回収費用を支払ってまで実行した真の動機と理由、回収費用の調達先は明らかにされていない。

### ライセンス返還の撤回と知的財産権の協同管理への拡張
2019年7月5日（米国東部時間）、Den of Geek の記者、シャムス・ケリー（Shamus Kelley）は独占記事として2021年3月14日に期限切れになることが米国での公知の認識となっていた「ロボテック・シリーズ」（初代テレビシリーズ『超時空要塞マクロス』を含む）のライセンスが、少なくとも2021年以降に延長されたことを正式に確認したと報道した。
ハーモニーゴールド USA社のアニメーション担当責任者であるトミー・ユン（Tommy Yune）は「多くの元の日本の協定、それらは多かれ少なかれ非常に短かい単なるメモであり契約文書の体を成していなかった。」と述べた。
また、同社のニューメディア担当副社長、スティーブン・ユン（Steven Yune）は「彼らは当時どのような事業が行われるのか、そして地域の権利と共にライセンスがどれほど重要かを知らずに当時それらの契約を書いた。」と述べた。
同社のマーケティング担当副社長のケヴィン・マッキーヴァ（Kevin McKeever）は、「タツノコとのライセンス契約更新が合意された時期は開示しないが2017年から2019年7月5日現在までの間に発生し、延長期間を明らかにすることはできないが（ただし、ケヴィンは別会場で非公式に2054年3月14日までの延長期限について言及している）、2019年7月5日に行われたアニメ・エキスポ（Anime Expo , 略称 “AX” ）における会場発表で『マクロス』、『サザンクロス』、『モスピーダ』に対する同社の国際頒布権は将来にわたって十分に有効である。これは新契約ではなく2017年に公表された『1984年9月11日の原初のライセンスが香港のハーモニーゴールド支社で締結された現行の全ての協定』の延長であり、更新は実際にはより良い用語がないための表現で実態は『拡張』であり、更新の一環として契約を延長することにした。」と述べた。
これは基本的にハーモニーゴールドとタツノコが以前と同じ合意を更新して延長したことを意味する。
特に「ロボテック」実写映画を制作しているソニー・ピクチャーズ エンタテインメントに関係するすべてのスタッフに対して有益であり、新しい拡張機能「ロボテック知的財産権（Robotech IP）を使ってソニー・ピクチャーズがやりたいことをできるようにする」と説明している。
ライセンスが更新されたことで、ソニー側は「ロボテック」のフランチャイズを最大限に活用可能となり、ハーモニーゴールド側とのパートナーシップは今後18か月にわたって拡大する予定である。
ケヴィン・マッキーヴァによると、ソニー側は「ロボテック・シリーズ」を「ハリー・ポッターシリーズ流儀のフランチャイズ」と考えているため、あらゆる分野でそれを最大限に活用することになり、現在は実写映画、ビデオゲームなどが机上にある。
実写映画だけではなく更新が確保されたことで、ハーモニーゴールド側は「ロボテック・シリーズ」のメディア・フランチャイズでより多くのことが実行可能となり、新製品ライセンスであろうと新しいアニメーションであろうと自由にサードパーティーの企業やプロダクション発注できるようになると発言した。
また、トミー・ユンはハーモニーゴールド側が「ロボテック・シリーズ」日本語版のいかなるバージョンも隠そうとしていないことを保証した。
実際、過去においてハーモニーゴールド USAのみが発売された様々な商品にクレジットされていたのに対して、今後は将来の製品に関してより多くの信用がタツノコに与えられることになると説明した。
「我々は問題を解決しており、ハーモニーゴールドとタツノコは、今後は更新された協定の全てに関してパートナーになり、取り組んでいる将来の製品のために、知的財産権は両社によって共同で共有される予定である。」と述べた。
ハーモニーゴールド会長のフランク・アグラマ (Frank Agrama) は、「ロボテック・シリーズ」に関して「世界級のビジネスパートナーとなるタツノコとの今後35年間の共同作業を楽しみにしている」と述べた。

### ライセンスの動向を見越した各社の商品展開
前記のとおり、ハーモニーゴールド USA 社から日本国内の権利企業へのライセンス返還期日が約3年後にまで切迫しているにもかかわらず、各々の第三者企業体の商品化の動きは逆に活発化した。
テキサス州に本社を置くソーラーフレアー・ゲームズ（Solarflare games）社は、「ロボテック」の第一世代編『マクロス・サーガ』第27話 “Force of arms ”（原作『超時空要塞マクロス』第27話「愛は流れる」）のドルザ基幹艦隊（原作のボドルザー基幹艦隊に相当）との最終決戦を再現するボードゲームを、2018年6月に発売予定であること、引き続き、第二世代編『マスターズ』（原作『超時空騎団サザンクロス』）より Crisis point（危機的状況）のボードゲームを発売に向けて開発・改良中であることを告知した。
ジャパンアニメゲームズ社は、2018年3月14日（米国東部時間）、『マクロス・サーガ』をもとにした Robotech: Ace Pilot（エースパイロット）、 Robotech: Attack On The SDF-1（SDF-1 艦上への攻撃）、 Robotech: Brace for Impact（衝撃に備えよ）の三種のボードゲームを2018年6月から夏季にかけて順次発売することを発表するとともに、さらに公式商品ウェブページを開設した。
また、香港島を拠点とするキッズロジック・トイズ（Kids Logic）社は、宮武一貴によるテレビシリーズ版のデザインを忠実に再現した  1/1200 縮尺（強攻型）「SDF-1 マクロス」、 1/6 縮尺 「VF-1J バルキリー」操縦席・再現模型（リック・ハンター〈原作の一条輝に相当〉専用機塗装、マックス専用機塗装）、1/4 縮尺「スコット・バーナード」着用ベリテック・サイクロン 「VR-052F バトラー」のバトロイド形態（原作における スティック・バーナード着用「VR-052F モスピーダ」ライドアーマー形態）の豪華な大型模型を矢継ぎ早に開発発表するとともに予約受注販売をしている。その子会社である「キッズコンセプト」(Kitz Concept)社もまた、より低年齢層を意識したBluetooth通信による複数人形間でのグループ歌唱機能を有した4種類の塗装派生商品を選択可能な「踊るリン・ミンメイ人形」（Dancing Linn Minmei doll）を発売中である。
このように、2017年以降に米国の権利企業（2018年3月1日時点ではハーモニーゴールド USA社のみ）から新たに商標権を取得して商品化を行った前記の新興ライセンス取得企業群は、2021年3月後半までには日本側にライセンスが返還されることを熟知したうえでの商品開発であり、「ロボテック」のライセンスがふたたび適切な企業に再交付されることを見越しているかのような商品展開を行っている。
その一方で TRPG 原版（1986年 - 2001年）さらには TRPG 改訂版 （2008年 - 2018年2月28日） にて長年「ロボテック」のテーブルトーク・ロールプレイング・ゲームに関わってきたケビン・シエンヴィーダ（Kevin Siembieda）を中核とする、パラディウム・ブックス（Palladium Books）社の商品群は、「ドライブスルーRPG」（DriveThruRPG） というオンラインストレージ （英: online storage）にアップロードされている PDF かつ 光学文字認識（OCR）化された既存の「ロボテック」RPGタクティクス用の無料の資料本のみならず、1986年に発売され32年間にわたり利用されてきた、最初の「ロボテック」RPGシリーズの実体書籍と、そのPDF版（2017年に電子化されて間もない）を含めて、
- ハーモニーゴールドUSA社が2018年3月末日までの「ロボテック・シリーズ」商標権付与を「更新しない」ことによるライセンス失効
- 3Dプリンターによる原型ミニチュア模型を金型起こしする際のアンダーカット（アンダーテーパー）に起因する部品数の細分化による金型増加による予算超過
- アメリカ合衆国における国内郵便および生産地域である中国からのパラディウム社までの製品移送に伴う国際郵便がいずれも、これまでの重量区分による郵便料金に加えて寸法による従量加算に移行したこと（輸送費用が出資者たちから収集した資金の10％からという当初の見積もりから、回収された資金の125％に急上昇したこと）による劇的な送料の増加による第二弾に対する資金不足

を理由として、2018年3月末日をもって廃版となる。
このことは、パラディウム・ブックス社が「ロボテック・シリーズ」の商品化企画を中途で放棄することと同義であり、すでに「キックスターター」（Kickstarter）のクラウド・ファンディングに参加し、第二弾（wave-2）の商品代金を予約に入金した出資者（大半が一般のボードゲームファン）の間で失望と予約金の返還を含めた不満を巻き起こすことになった。

### ビックウエスト、スタジオぬえとの合意締結
2021年4月9日、日本国内で『超時空要塞マクロス』の続編として展開された「マクロスシリーズ」の権利を有するビックウエスト、スタジオぬえとハーモニーゴールド USAとのあいだで、同年3月1日付をもって世界的な権利に関する合意を締結したことが発表された。これにより「マクロス」の世界的展開が可能となり、「ロボテック」実写映画の日本公開にビックウエストが反対しないことが確認され、「ロボテック」における「マクロス」のキャラクターとメカのハーモニーゴールド USAによる日本国以外での独占的許諾が承認される。

## シリーズ一覧
「ロボテック・シリーズ」のタイトルには固定化した定訳の日本語はないが、本項目では便宜上用いている。
2002年にハーモニーゴールド USA社により再起動・書き換えが行われた、現行の「新・ロボテック公式年表」を記す。
| 物語の年代          | 題名                                                                            | 概要 | 日本の原作                  | 発表年 |
| ------------------- | ------------------------------------------------------------------------------- | --- | --------------------------- | ------ |
| 1999年 - 2014年 (1) | ロボテック：マクロス・サーガ Robotech: The Macross Saga                         | 地球に墜落した謎の宇宙戦艦「SDF-1 マクロス」 に積まれた超エネルギー「プロトカルチャー」（英: Protoculture）の「マトリクス」を奪還するため来襲した巨人族ゼントラーディ（Zentraedi）と、地球の United Earth Forces（UEF）の戦い。SDF-1 マクロスの乗員は敵の ブリタイ（Breetai）艦隊と共闘し、歌手リン・ミンメイの歌に導かれてドルザ（Dolza）の大艦隊と決戦を行う。（第一次ロボテック戦争、英: First Robotech War） | 超時空要塞マクロス          | 1985年 |
| 2022年 -            | ロボテック II ： センチネル† Robotech II: The Sentinels                         | Zentraedi の創造主であるゾル人のロボテック・マスターズ（Robotech Masters）の母星 ティロル（英: Tirol）へ向け、遠征艦隊軍（UEEF）がSDF-3（英: SDF-3）パイオニア（英: Pioneer）で出発。その途上、さまざまな異星人種（センチネル）と遭遇する。 | なし（米国独自製作の新作）  | 1986年 |
| 2027年              | ロボテック：ザ・ムービー -語られざる物語-† Robotech the Movie: The Untold Story | SDF-1マクロスのメインコンピューターであるE.V.E システムを悪用するゾル人の策謀によって第一次ロボテック戦争が隠匿された東京を舞台に、親友から新型機MODAT-5を託された若者マーク・ランドリーの戦いを描く。一度はゾル人に入れ替わられたアンドリュース大佐の前にマークは敗北しMODAT-5も破壊されるが、E.V.E システムによって導かれ、地下に秘匿されていた試作機を強奪して再起する。真実を告発しようとする科学者のエンブリー父娘を守り抜き、アンドリュース大佐の陰謀を打ち砕く。詳細は後述の「ロボテック・ザ・ムービー -語られざる物語-」のほか、「メガゾーン23#ロボテック版」の記載参照。 | メガゾーン23（PART I のみ） | 1986年 |
| 2029年 - 2030年 (2) | ロボテック：マスターズ Robotech: The Masters                                    | 謎の超エネルギー「プロトカルチャー」を求めて、ロボテック・マスターズが地球に来襲。ダーナ・スターリング（Dana Starling）をはじめとするサザンクロス軍 (英: Army of the Southern Cross、ASC) が防衛戦を展開する。（第二次ロボテック戦争、英: Second Robotech War） | 超時空騎団サザンクロス      | 1985年 |
| 2031年 - 2044年 (3) | ロボテック：ニュー・ジェネレーション Robotech: The New Generation               | ロボテック・マスターズの宿敵であるインビッド（英: Invid）が襲来し、地球を制圧占拠。 月や火星、そして木星の衛星基地に追いやられた人類は、遠征艦隊軍（英: United-Earth Expeditionary Force、UEEF）による地球奪還作戦を試み、敵拠点レフレックス・ポイント（Reflex Point）を目指す。（第三次ロボテック戦争、Third Robotech War） | 機甲創世記モスピーダ        | 1985年 |
| 2044年 (4) -        | ロボテック：シャドウ・クロニクル Robotech: The Shadow Chronicles                | インビッド打倒のために人類と秘密友好条約（同盟）を結び、無償で「影次元・先進技術」（英: shadow technology）を提供していたハイドニット（英: Haydonites）が、女王リージスに率いられてインビッドが地球を退去する戦争の終結を契機として突如として裏切り、技術供与された機械に潜むトロイの木馬（英: Trojan Horse）の暴走による人類側兵器の損害や艦船の自爆損失を利用して攻撃を仕掛けてくる。（ハイドニット事変、英: Haydonites incident） | なし（米国独自製作の新作）  | 2005年 |

†印を付されたものは二次的な連続性を持つ作品である。

### 拡張世界、二次的連続性
これらの作品の出来事は「ロボテック」と連続性を持つが、テレビ・シリーズ全3部と、「主要な連続性作品」と定義される『ロボテック：シャドウ・クロニクル』を加えた全4部のカノン（Canon）と矛盾する場合は、その出来事や事項は無視される。「メタフィクション」、英語版「Expanded Universe（拡張世界 / 二次的連続性）」の記載も参照。
2002年、当時DCコミックス子会社であった ワイルドストーム（WildStorm）社の出版開始に伴い、ハーモニーゴールド USA 社は、「ロボテック」世界の後付け設定を公式に決定した。
同社はこれを「シリーズの再起動」と定義し、日本国の「ガンダムシリーズ」などにもみられる、21世紀のファンダムを含めた情況に合わせた設定の更新（アップデート）によって「公式設定そのものの書き換え」が行われた。
これによってたとえば、2002年の書換え以前は「Robotech Expeditional Force」（REF）という制式名称であった遠征艦隊軍が新たにその名称を「United-Earth Expeditionary Force」（UEEF）とされるなどの大幅な変更が加えられ、以下の作品が「二次的な連続性を持つ作品」へと左遷された。

#### 二次的連続性作品の一覧
- センチネル関連で作品化したものすべて（映像・漫画・小説）。
- ロボテック：ザ・ムービー（厳密にはテレビシリーズの続編ではない）。
- コミコ社、エターニティ社、アカデミー社、南極出版社（Comico, Eternity, Academy, Antarctic Press）社のすべての漫画。
- パラディウム・ブックス（Palladium Books）社のロールプレイングゲームとテーブルトークRPG関連出版物のすべて。
- ジャック・マッキーニ（Jack McKinney）の小説。End of the Circle （円環の終わり）が有名。

これらの作品は「ロボテック」本編との繋がりを残しているが、アニメシリーズ全85話の公式の出来事に従属するかたちとなる。特にジャック・マッキーニ両名による小説は、『センチネル』編の展開が進むにつれて、本筋から大きく外れ、神秘主義に傾いていった。

## 完成作

### Robotech UN Public Service Announcement (2005)
2005年に製作された。
スコット・バーナード（Scott Bernard）およびアリエル（Ariel）の対話と、かつてインビッドからの地球解放を目指す「地球奪還降下作戦」や、衛星ティロル（Tirol）の解放作戦に使われた、強襲降下用装甲艇「ホリゾン（ト）-V」が、今度は、遠征艦隊軍（国際連合を暗喩する）の難民に対する国際救援物資の輸送（地球なのか、衛星" Tirol " なのかは不明）に使われる場面を特色とする国連の60周年記念の60秒単位で揃い踏みされた公共サービス公報は、『シャドウ・クロニクル』のアニメーション製作作業の合間を縫って製作された。オリジナルの声優を使用せず、対話は公報フィルムの限界上、キャラクター性が多少不足していたが、それにもかかわらず長年にわたり未完成企画の連続であった「ロボテック」の米国独自新作アニメーション製作において、最初の完全に完了されたフィルム・フィート数として記録された。

### Robotech: The Shadow Chronicles (2007)
2002年、トミー・ユン（Tommy Yune）が新作の展開を発表した。この作品は2004年に『ロボテック：シャドウ・フォース』（Robotech: Shadow Force）と名付けられた。
タイトルはすぐに変更され、『ロボテック：シャドウ（シャダウ）・クロニクル』（Robotech: The Shadow Chronicles）となった。
ハーモニーゴールド USA 社の代表は、アメリカ、カナダ各地の、アニメコンベンションやSFコンベンション会場に展示パネルを設け、プロダクション・アートやパイロット版のCGアニメを展示した。
2005年のアニメエキスポとコミック・コンの会場において制作中の作品の予告編が上映され、これはウェブサイトでも観ることができる。
「ロボテック」20周年となる2005年の完成を目指したが、実際は遅れ、北米で2007年2月6日（オーストラリアは2007年3月7日）にDVDが発売された。
物語構成は、最初の30分が The New Generation（『機甲創世記モスピーダ』）の最終回のリメイク版とでもいうべき展開で、前述のように、その一話手前の24話で名前だけ登場したリック・ハンター（Rick Hunter、一条輝）提督が行方不明になるエピソードも加えられている。
その後の1時間は新展開となり、新たな敵でインビッド女王が「影の子供たち」あるいは「シャドウの子ら」（The children of shadow）と呼ぶハイドニット種族（Haydonites）の企みと、彼らとの遠征艦隊軍（EF）の戦いが描かれる。
旧シリーズからは
- スコット・バーナード（Scott Bernard、スティック・バーナードに相当）
- アリエル（発音上は「エリアル」 Ariel、アイシャに相当）
- インビッド女王リージス（Regis, Regiss、レフレスに相当）
- ギュンター・ラインハルト大将（General Gunther Reinhardt、無名の第三次地球奪還軍艦隊指揮官に相当）が登場。

新登場人物として、かつて Roy Fokker（ロイ・フォッカー）や Rick Hunter（一条輝）が務めたスカル飛行大隊のスカル・リーダー（Commander, Air Group:CAG）として
- マイア・スターリング（Maia Sterling）中佐[注 8]
- マーカス・ラッシュ（Marcus Rush）大尉[注 9]

が登場する。
登場人物は、従来どおりの手描き作画によるアニメーションである一方、メカは可変モータサイクル「サイクロンシリーズ」（VR-052F モスピーダ VR-057S シャドウモスピーダ）を除く、そのほとんどがCGを使用したものになっている。
ハイドニット（Haydonites）の戦闘ロボに人が襲われるシーンなども、人物は作画、メカはCGという表現を通しているが、唯一ベリテック（VERITECH）「サイクロン」（Cyclone、日本版でのアーマーバイク／ライドアーマー）に関しては、バイク形態からライドアーマーに至るまでCGを使わず、作画で描かれている。
ハーモニーゴールド USA 社との提携というかたちで、タツノコプロも製作に参加している。エンディング・クレジットによると企画はタツノコプロとなっており、その製作総指揮として成嶋弘毅と九里一平の氏名が明記されている。
製作相談役として、九里一平とともに 寺田憲史の名がある。
そのほかにタツノコプロ関連で名前が知られている人物では、企画相談役として岩田弘（『マクロス』『モスピーダ』の制作担当）の名前が記されている。天野喜孝、荒牧伸志、柿沼秀樹 の名前もオリジナルデザイン担当として明記されている。アニメーション作業部の実制作は大韓民国のDR MOVIEが担当。

#### 日本語版
「ロボテック・シリーズ」に関する商標権利上の問題から米国のライセンス保持企業や、翻案元の各々の原作に関する日本の著作権利者や商標権利者側で認知した、公式の日本語により翻訳された商業「ロボテック・シリーズ」作品は 2017年 1月現在、存在しない。このため、権利関係の問題からDVD等の映像ソフトや漫画作品と同じく、日本国の領土内のドメイン名からは通信販売による購入の発送先に「日本国」を指定できず、また、「配信作品もダウンロード購入ができない措置が施されている。

### Robotech: Love Live Alive
2011年10月17日のロサンゼルス郊外のハーモニーゴールド USA所有のプレビュー・ハウスにおけるカール・メイセックに関するドキュメンタリー映画公開 の席上で、ケヴィン・マッキーヴァ、およびトミー・ユンらの同社制作幹部は、2007年に「シャドウ・ライジング」として告知したアニメ新作について『機甲創世記モスピーダ』のイエロー・ベルモントのライブ構成のOVA『LOVE, LIVE, ALIVE』から借用したタイトルで、西暦2012年から2013年に掛けてのいずれかの日にDVDおよびBlu-rayで発売する前提で制作を続行中であることを告知し、その席上で制作中のフィルムの一部を公開した。発売は2012年のいずれか、発売元は同社の新規販売提携先（ディストリヴューター）である A+E ネットワーク・ホーム・エンターティメント（A+E Networks）を予定していたが、ライオンズゲート・ホーム・エンターティエンメント（Lionsgate Home Entertainment）社に変更され、2013年7月23日に米国本土で発売された。

## 未完成作

### Robotech: The Movie
映画『ロボテック: ザ・ムービー』（Robotech: The Movie）、別名『ロボテック: 語られざる物語』（Robotech: The Untold Story）は、オリジナルテレビシリーズのあと、最初に作られた「ロボテック」映像企画である。
日本のOVA『メガゾーン23』（1作目）を基礎に『超時空騎団サザンクロス』から抜き出したいくつかの場面を継ぎ合わせたもので、テレビシリーズとの連続性は後付け的な番外編としての位置付けになる。
メガゾーンの敵であるデザルグはロボテック・マスターズ率いるTirolian（ゾル人）に組み込まれ、サザンクロス軍およびメガゾーン23特別区防衛軍（この作品では同一の軍事組織の極東展開軍の名称とされる）の戦闘映像がそれぞれ併行して描かれる。例えば宇宙での戦闘は、最初メガゾーンのフィルムから始まり、後半サザンクロス宇宙軍のものに移行する。好敵手B.D.アンドリュース大佐（これも偽名で、のちのT.R. Edwards准将と同一人物とされ、小説版では日本人風に変装し、偽名で「安藤 誠一郎」を名乗る）が序盤の戦闘後、ゾル人の指揮官たちによって洗脳を受ける場面（『サザンクロス』の映像流用）が加わり、また内部に街を持つ巨大宇宙船メガゾーンは存在せず、単に地球上の舞台設定に変更されている。
このために、明確には語られないがナレーションで舞台設定を東京と暗示され、GarlandとHaganが戦闘中に宇宙に飛び出す場面は、宇宙戦闘訓練用シミュレーター室ということにされている。
なお、オリジナルの『メガゾーン23』は主人公の敗北で物語が完結しているが、本作のために、自治軍戦闘機とそれに内蔵された宇宙用ハーガンを奪い、飛行場での最終決戦を行うハッピーエンドの部分が日本人アニメーターにより制作されている。アカデミー社による漫画版では結末部分がさらに異なった展開となっており、Garlandが戦闘機ごと変形した強化型になってB.D.を倒したり、その後宇宙に上がりTirolian軍に最後の打撃を与えたりする。
この作品はテキサス州での試写に失敗し、姿を消した。監督のカール・メイセック（Carl Macek）がプロジェクトから手を引いたあと、ハーモニーゴールド USA社は『メガゾーン23』のライセンスを手放した。そのために、ヨーロッパで出回っている少数のビデオを除き、新たな同映像収録商品は発売されそうにないが、少なくともスペイン語版の Robotech: La Pelicula がアルゼンチン共和国放映されたのは確認されている。
ADVフィルム社の『ロボテック』のDVD特典には、この映画のパイロット版などが収録されている。
アカデミー（Academy）社は、1995年に映画を漫画化して発売したが、あまり映画と似ていない。
この映画のいくつかの要素は小説版「ロボテック」、 The Masters Gambit の物語構成に使われた。

### Robotech II: The Sentinels
『マスターズ』と『ニュー・ジェネレーション』に登場する地球奪還軍（遠征艦隊の派遣「小艦隊」）の生き残りに、リック・ハンター（Rick Hunter）と婚約改姓後のリサ・ハンター（Lisa Hunter）を加えた人々の冒険の続きを描く。このため『マクロス』のキャラクターが『サザンクロス』風の制服で『モスピーダ』のメカに乗るというクロスオーバー的な映像となっている。ただし、作画は典型的な1980年代の輸出用アニメの作画水準であり、原典日本版の各々のテレビシリーズの登場人物の特徴とは、あまり似ていない。
この『ロボテック II: センチネル』（Robotech II: The Sentinels）シリーズは製作が中断している。全65話のテレビシリーズとして構想されたが、制作されたのは最初の3話のみで、これをまとめた長編のパイロット版が残された。
内容は、超時空要塞艦 SDF-3 パイオニア（Pioneer）と乗組員の紹介、新しい外交任務の概要説明である。また、劇中で最も重要な出来事としてシリーズ冒頭のリック・ハンター（Rick Hunter）提督とリサ・ハイエス（Lisa Hayes）提督兼艦隊司令の結婚式が元・ゼントラーディ工場衛星「イコーリィティ」（factory satellite “Equality”）で大々的に開催され、リン・ミンメイも主賓として招かれる。
3作品を組み合わせたシリーズの続編・スピンオフ作品なので、3つのロボテック・サーガの主要な登場人物たちが総出演する。『マクロス・サーガ』からはハンター（Hunter）夫妻（一条輝と早瀬未沙）とスターリング（Sterling）夫妻（マックスとミリア）が、『マスターズ』からはダーナ・スターリング（Dana Sterling）とボウイ・グラント（Bowie Grant、ボウイ・エマーソン）、『ニュー・ジェネレーション』からはジョナサン・ウルフ（Jonathan Wolfe / Wolff）が登場する。
独自の新登場人物として、ジャック・ベイカー（Jack Baker）とカレン・ペン（Karen Penn）はライバル同士の男女の若年士官候補生で、その関係はかつてのリック（Rick）とリサ（Lisa）の関係を思い起こさせる。
ヴィンス・グラント（Vince Grant）はクローディア（Claudia）の弟であり、同時にボウイ・グラント（Bowie Grant）の父。リージェント（Regent、摂政を意味する）はインビッド（Invid）の指揮官で、その姿は日本版テレビシリーズでのインビットと異なり、バトル・ウォーマーを着用せず生身に衣服を纏ったナメクジ類似の進化途中形態である。エミール・ラング工学博士（Dr. Emil Lang、無名の技師長）は『マクロス・サーガ』では単なる脇役だったが、主要な鍵を握る登場人物として登場する。
登場人物だけでなく、メカや異星生物・ヒューマノイドもクロスオーバーで出演し、たとえば冒頭からVF-1 Valkyrieの後継機として、『モスピーダ』のレギオス（VFA-6 Alpha Fighter）、トレッドが（VFB-9 Beta Fighter）として登場、スターリング夫妻がテストパイロットとして試験飛行・航宙を行う場面もあり、日本版風に例えるならば「マックス・ミリア専用レギオス & トレッド」が描かれている。
また、ゾル（Tirolian）のバイオロイド前期 I 型「ノス・ドュール」（Blue Bioroid）と、インビッドのバトル・ウォーマー「グラブ」（ショック・トルーパー / Shock Trooper〈突撃騎兵〉）の交戦など、クロスオーバー作品のゲーム「スーパーロボット大戦シリーズ」のように、日本では違う作品とされているメカどうしが戦う場面もある。インビッド側には原典日本版のシリーズにはない、新たにデザインされた生体メカ「イノガニック」 （Inorganic）も登場する。
このプロジェクトが失敗した理由はいくつかあるが、なかでも玩具のライセンス問題と、円高の影響が大きい。「Robotech Art 3」でのカール・メイセック監督の説明によると、円高と制作パートナーである玩具会社、マテル社のミニカー・ブランド、マッチボックス（Matchbox）社の撤退（同社はのちに倒産）により、このシリーズは打ち切られた。このシリーズを完成させようとする努力はどこかへ行ったが、パイロット版はロボテックテーブルトークRPG出版社パラディウム（Palladium）社からVHSビデオテープの媒体で発売された（現在、ADVフィルム / ADV Films社が販売する「ロボテック」のDVDの一部として入手できる）。その後はジャック・マッキニー（Jack McKinney）の小説と、ジェイソンとジョンのウォルトリップ兄弟（Jason Waltrip, John Waltrip）による漫画版で続きが描かれた。

### Robotech: The Odyssey
プロデューサーのカール・メイセック（Carl Macek）は、ほかにも『ロボテック：オデッセイ』（Robotech: The Odyssey）というシリーズを企画していた。
SDF-3 パイオニア（Pioneer）の乗組員たちがタイムパラドックスによって太古の異星人とされていたプロトカルチャーの始祖となり、オリジナルのテレビシリーズの「ASS-1 マクロス」落下に至る展開を予測させる場面を結末とする円環・輪廻的な物語を、平日放送で1年間かけて完結させようと試みた全260話の大作である。しかし「センチネルズ・シリーズ」の映像作品としての企画失敗のあと、「オデッセイ・シリーズ」の製作が始まることはなかった。
しかし、その構想は共同ペンネーム、ジャック・マッキーニ（Jack McKinney）両名による小説版の著書の一冊、 The End of the Circle に活かされた。

### Robotech 3000
カール・メイセック（Carl Macek）は、新たな続編として『ロボテック3000』（Robotech 3000）を作ろうとした。パイロット版デジタル・データ上映時のライセンス元である ハーモニーゴールド USA 社の幹部スタッフの反応と、のちの FanimeCon 2000  でのファンの反応が悪かったので、製作は中止された。「ロボテック」公式サイトで予告編が見られるのみである。
なお、CG製作は、『バビロン5』のCGI（シージーアイ） 特殊効果で名を馳せた、ジェイソン・ネッター（Jason Netter） が設立したネッター・デジタル・エンターテイメント（Netter Digital Entertainment / NDE）。

### Robotech: Shadow Rising
2007年2月27日の「ニューヨーク・コミック・コンベンション」（Comic-Con 2007）の席上で『ロボテック：シャドウ（シャダウ）・クロニクル』（Robotech: The Shadow Chronicles）の監督、トミー・ユン（Tommy Yune）は、同作の続編となる劇場公開作品の製作を発表した。
公開は2年後の2009年を予定し、前作と同様DVD発売に加え、次世代光ディスク（Blu-ray Disc , HD DVD）版の発売も念頭にあるとスタッフにより説明されたあとで、監督は「『ロボテック：シャドウ・クロニクル』は小売で成功しており、我々は現在続編を製作中です。」と付け加えた。
同日のあとの時間に、続編が長編映画（Feature-movie）であり、続編のタイトルは『ロボテック：シャドウ・ライジング』（Robotech: Shadow Rising）であることが明らかにされ、フィルムは最速で発表から2年内に公開されることが期待されると述べた。
詳細なプロットは作品の営業上の事情から伏せられているが、製作発表時のハーモニーゴールド USA社の言によると「重要な登場人物の死、新規キャラクター間における（恋愛）感情の進展、敵ハイドニット側の新展開」が予定されている。
その後、2008年中ごろのハーモニーゴールド USA社による追加発表により、フィルム・デジタルデータ作成の進展がみられず、ワーナーブラザース資本の実写映画の開発期間までの「当分の間」アニメーション版の製作は無期限に延期されたと断言した。
あとになって、当初の発表の「2年間」の見積りが誤解であることが、ファンによって明らかにされた。2年の期日は、トミー・ユン（Tommy Yune）によって可能性としてありうると述べられたに過ぎず、それが実際の公開日であることを決して意図していなかった。しかしファンは、この2年の期間のあとが実際の公開予定日であるとその意味を誤解した。
このことは、「ロボテック」ファン層のなかで大きな混乱を引き起こした。さらに同社の別の従業員が「アニメーションは中断した」と発言したために、ファンはいっそう混乱した。この発言が真実に照らし合わされていないにもかかわらず、多くのファンが次回作のアニメーション映画の公開が延期されたという意味に受け取った。
ハーモニーゴールド USA 社はあとになって、「ロボテック」専門番組 『宇宙ステーション「リバティ」トーク・ショウ・コールイン・ライブ・ポッドキャスト』（Space Station Liberty, a TalkShow Call In Live Pod Cast）　に幹部みずから登場し、訂正発言をしてこの誤解を正した。
ハーモニー・ゴールド USA 社の幹部は「見積もられた公開日」に関する誤りについて説明し、製作過程の他の部分が「それ」（完成分の絵コンテ）に追いついたが「中断」という用語が「アニメーション製作が保留される」という意味の「映画業界用語」である旨を説明した。
この場合、脚本、声優のための台本、ストーリー・ボード（日本語でいう絵コンテ）、製作過程の他の部分は、アニメーション製作自体が保留されていても継続する。しかし、アニメーション実制作作業が生産の残余部分を追い越したとき、アニメーターには、ハーモニーゴールド USA 社の脚本家から物語の次の1カット分の絵コンテを手に入れるまで、何もするべき仕事がなく手空きになることを意味した。
この時点で、確定した公開日時は与えられなかったが『ロボテック：シャドウ・ライジング』（Robotech：Shadow Rising）は、当初見積もられた公開日時よりは製作進行していることが報告された。
「アニメ・エキスポ 2009」（AnimeExpo 2009）の会場で、ケビン・マッキーバー（Kevin McKeever）と、トミー・ユン（Tommy Yune）は『ロボテック：シャドウ・ライジング』（Robotech:Shadow Rising）が、ワーナー・ブラザース社の実写映画の製作発表以来、無期限に延期されているのを確認した。
関連企業である映画製作会社ワーナー・ブラザース・ピクチャーズ（Warner Bros. Pictures）は現在、活発に膨大な予算を注ぎ込んで「ロボテックの実写長編映画」（Robotech Live-action Feature Film）第一作目となる『マクロス・サーガ』（Macross Saga）を製作中で、このために脚本家、台本家、CG製作や、俳優・女優の演技撮影部分とCG等の合成に伴うSFX準備や、撮影後の作業であるVFX作業をも視野に入れたアニメーション製作スタッフの引き抜きにより、アニメーション版の続編の製作作業は事実上停滞している。
2011年7月2日（アメリカ太平洋標準時 (UTC-8) 太平洋夏時間）、ロサンゼルス・コンベンションセンターで開催された「アニメ・エキスポ」のパネル・ディスカッションにおいて、ケヴィン・マッキーヴァ、トミー・ユンをはじめとするハーモニーゴールド USA社の幹部は、実写映画の進展状況には言及せず、ランサー・ベルモント（イエロー・ベルモント）、インビッド人間体の「シ・ラ」（ソルジー）らを主役に据えた映像作品の制作が進行中であることを明らかにし、2012年から2013年に掛けて、日本を除く全世界に公開する予定であることを明らかにした。
なお、アニメーション映像新作の題名『シャドウ・ライジング』は制作途上の企画段階での仮称であり、作品が完成し公開される際に変更もありうる。

### Robotech Academy
2014年7月5日（米国西部標準時）、ハーモニーゴールド USA社は、Kickstarter方式により、『超時空騎団サザンクロス』を下敷きとした（再編集ではない）完全新規作画の映像作品『ロボテック：アカデミー』（英: Robotech: Academy） のパイロットフィルム の制作資金を募り、将来的にはミニシリーズを制作することを目指したプロジェクトを発表した。これらの企画は元来、カール・メイセックが生前に構想していた企画を発展させたものである。その概要は同社 Kickstarter ウェブサイトで紹介された。
ハーモニーゴールド USA社は、Kickstarter の成立要件となる資金調達計画の達成目標額を 500,000 米国ドル とし、この資金を以って新しい24分間のパイロット版の単独エピソードを制作し、Kickstarter の出資者の購入希望者のほか、「ロボテック・シリーズ」のファン向けの販売利益に加え、世間の関心を集めることにより、次の目標であるミニシリーズ制作のための資金獲得の礎とすることを意図した。
しかし、このクラウドファンディング（crowd funding）は、2014年8月9日の募集締切日  を待たず、同社の自主的な判断により同年8月2日に出資募集を中止（キャンセル）された。
ハーモニーゴールド USA社 はその理由として、中断までに出資が目標額の 39% にあたる、194,574 米国ドル しか集まらなかったことを理由に挙げており、同社は、プロジェクトを実現する資金調達を実現するための他の選択肢を探ることを発表した。

## ビデオ・DVD
- ファミリー・ホーム・エンタテインメント（Family Home Entertainment / FHE）社は最初、各巻に1話収録したビデオを販売したが、初期の数話を販売しただけでこの手法をやめた。その次に、『マクロス・サーガ』全36話を編集のうえ、導入部や展開の遅いシーンを削除し、『マスターズ』（『サザンクロス』）や『ニュー・ジェネレーション』（『モスピーダ』）に関する部分は無視して、6本のビデオにまとめたものを販売した。その後の3度目のビデオ化で、全シリーズの未編集版を各巻に2話収録した全42巻を販売し、ついに成功した。
- パラディウム・ブックス（Palladium Books）社は「ロボテック」のロールプレイングゲームを出版したが、その他にシリーズの一部と『ロボテック II: センチネル』のビデオの通信販売も行った。
- 『ロボテック』終了後にカール F. メイセック（Carl F. Macek）が設立したストリームライン・ピクチャーズ（Streamline Pictures）社は、未完の Perfect Collection シリーズのビデオを発売した。このシリーズは、『ロボテック』に対応する話を日本版の『マクロス』、『サザンクロス』、『モスピーダ』から2話ずつ抜き出した。ノーカットだが、不正確な字幕付き [38]で収録し、英語圏の視聴者が多数の改変部分を見ることを可能にした。
- アニメ販売の最大手だったADVフィルム（ADV Films）社（現セクション23フィルム下[注 12]）は、2001年から全シリーズのDVDの販売を始めた。1枚に6話収録。シリーズの最初のボックスセット The Robotech Legacy Collection には、『ロボテック II: センチネル』から『マクロス』と『モスピーダ』の未編集吹替版までの特別映像を収録した特典ディスクが付く。このほかに、3つの「ロボテック・サーガ」の全話を収録した『コンプリート・コレクション・ボックスセット』があるが、これには特典ディスクが付かない。2003年、ADVフィルム社は『ロボテック・リマスター版』（Robotech: Remastered）の販売を始めた。リマスター版は、最近発売された『マクロス』、『サザンクロス』、『モスピーダ』から作ったデジタル・リマスター版を使い、オリジナルの『ロボテック』で削除されたシーンをいくつか復活し、5.1ch ドルビーデジタルステレオ・サラウンドにして音響効果をやり直し、さらに、オープニングとエンディングとアイキャッチを新しくしたもの。また、新しいシーンは台詞の録音が不要な場面のみに制限したといわれる。2005年、ADVフィルム社は大きなボックスにリマスター版の全話と特典ディスクを収めた Protoculture MegaSet の再発売を発表した。
- マンガ・エンタテインメント（Manga Entertainment）社は、2005年末にイギリスで『ロボテック』の2枚組DVDの販売を始めた。この2枚組のシリーズはアメリカで販売された『ロボテック・リマスター版』とほぼ同じだが、パッケージが異なる。
- アニメイゴ（AnimEigo）社は、2002年にオリジナル日本版の『超時空要塞マクロス』シリーズのDVDを発売した。「ロボテック」になる前の未編集の状態で、字幕付きである。
- 『超時空要塞マクロス』の後継となる「マクロスシリーズ」のDVDもさまざまな会社から発売されている。『サザンクロス』と『モスピーダ』のDVDも、ADVフィルム（ADV Films） 社から2003年にオリジナルの状態で発売された。アニメエキスポ2005で ADVフィルム社は、『マクロス』の未編集吹替え版の製作を検討していることを発表し、同社が「セクション23 フィルム」に買収される直前の2008年に、1984年の劇場版『マクロス』で日本国内で最後にミンメイ役を務めて以来24年ぶりに原典版の声優を担当した飯島真理本人による Linn Minmei の英語吹き替えと彼女自身によるオリジナルの歌曲を売りにした "Super Dimension Fortress MACROSS" として発売された。
- A+E ネットワーク・ホーム・エンターティメント （A+E Networks Home Entertainment）は、2011年10月18日（米国西海岸標準時）に基本となる旧作三部作を『ロボテック：コンプリート・オリジナル・シリーズ』として限定版の17枚のディスク・セットで希望小売価格 （Suggested Retail Price / SRP） 99.95ドル の破格値で販売すると発表した[39]。また、それぞれの作品の個別ファン向けに、各3世代のシリーズを個別売りした「世代間戦争」セットとして、最初の世代のロボテック戦争（『マクロス・サーガ』）、第二世代のロボテック戦争（『マスターズ』）、そして、第3世代のロボテック戦争（『ニュー・ジェネレーション』）編の各々の作品の個別販売も行う。

4枚組の特典パックの内容は以下のように構成される。
1. ロボテック・メイキング（Blu-ray、またはDVD新規）
2. ロボテック・音楽ビデオ（Blu-ray、またはDVD新規）
3. ロボテック概要（Blu-ray、またはDVD新規）
4. 別の版のロボテック・エピソード（Blu-ray、またはDVD新規）
5. ロボテック・ザ・ムービー・サプリメント（若干の新しい内容を含む）
6. 中華人民共和国での「ロボテック」放映時のプロモーション・リール（Blu-ray、またはDVD新規）
7. 「マクロス・サーガ」オリジナル・パイロット - 70分の拡張版（Blu-ray、またはDVD新規）
8. 削除場面集
9. オーディオ・コメンタリ＆プロモーション・ビデオ付きの「ロボテック II：センチネルズ」
10. 「マクロス・サーガ」オリジナル・パイロット - 第1部、第2部、第3部
11. 「ニュー・ジェネレーション」オリジナル・パイロット - 全1部
12. オープニング & エンディング（ノンクレジット）
13. 銀河の星々 - ハーモニーゴールド USA 社・プロモーション・リール
14. 玩具コマーシャル & ビデオゲーム・プレゼンテーション・リール
15. すべての星間戦争に関する海外向けクリップ集
16. 登場人物辞典（伝記）、キャラクターデザイン決定稿（Model sheets）、漫画本表紙、その他商業商品の画廊（ギャラリー）

## サウンドトラック・レコードおよび CD
「ロボテック」の最初のサウンドトラックは、放映開始後3年目に当たる1988年に Robotech: BGM Collection, Vol.1 （Vol.2 は実現しなかった）が発売され、当時はいまだ主流であったアナログレコード (LP) 盤による製品が発売された。これはA面に13曲、B面に9曲を収録したが、未収録の楽曲の比率の方が多く、また音質も良好とはいえないものであった。
続いて翌1989年には シングルCD 規格（日本における 12cm CDシングル（マキシシングル）規格 に当たる）による初のCD として23曲を収録した Robotech: Perfect Collection が発売されたが、これでもいまだ収録曲数は不満足なものであった。
続いて「ロボテック」10周年（1995年）を記念して翌1996年には『ロボテック II：センチネルズ』の作曲分を収録した Robotech: Perfect Soundtrack Album (10th Anniversary Edition)  が発売された。
これは初の 2枚組 となり、Disc 1 に42曲、Disc 2 に 24曲を収録した大掛かりなものとなった。
このほかに派生作品である各種ゲーム中の使用曲19曲を収録した "Robotech: Battlecry Soundtrack "（2002年）、同じく 13曲を収録した "Robotech: Invasion Soundtrack"（2005年） が発売されている。
続いて「ロボテック・シリーズ」20周年となる 2005年から翌年に掛けてトミー・ユンなどの新規参入スタッフがジャケット・イラストを手がけた Robotech: The Original Soundtrack (20th Anniversary Edition) が発売され、Disc 1 に46曲、Disc 2 に27曲を収録した、記念碑的アルバムが発売された。このアルバムには、これまでのシリーズ基本作を扱うどのアルバムにも収録を漏らしていた多くの曲が初めて収録され、シリーズに初めて触れるファンにとっては、以前の不完全なアルバムの購入をまったく不要とした。
一方で中南米諸国やフランスでは Robotech: The Movie Soundtrack やミカエル・ブラッドレー（英: Michael Bradley）のシングルアルバム Robotech The Movie: Underground が発売されたが、これらは ハーモニーゴールド USA 社の作品権利放棄にともない、少なくとも北米大陸の諸国では入手が事実上困難になっている。
2007年には、初の米国独自作画の新作OVAおよびアニメ映画として公開された『シャドウ・クロニクル』の楽曲を 28曲収録した Robotech: The Shadow Chronicles Soundtrack が発売された。
このほか、初の試みとして『超時空騎団サザンクロス』第9話「スター・ダスト」に登場する男性歌手、ジョルジュ・サリヴァン（英: George Sullivan）の声楽や声楽曲目の器楽曲版 （インストゥルメンタル）ほかを収録した16曲入りのEPアルバム（日本での12cmCDシングルにあたる） ROBOTECH: It's You - Limited Edition EP が 2012年4月1日に発売されている。
これらすべてのアルバムも、後述する変形玩具などの商品と同じく、商標権上の問題で日本国における入手は事実上不可能となっている。

## 実写映画化
2007年9月7日、アメリカの映画業界紙 ハリウッド・リポーターは、ワーナー・ブラザース社がハーモニーゴールド USA社から「ロボテック」の公開期日未定の実写映画化権を取得したと報じた。主演・プロデュースは『スパイダーマン』のトビー・マグワイア（Tobey Maguire）と、その製作会社マグワイア・エンターテイメント社と契約した。
マグワイアは、自身の制作会社「マグワイア・エンターテイメント」のウェブサイトのバナーを通して、とある映画を製作していて、スタジオが 関係商品や映画に掛かる資金を賄えるような「大ヒット映画（tentpole）」SF作品シリーズのフランチャイズ計画を導く役割を進めていると告げた。
「『ロボテック』を大スクリーンで観られることになって、とてもワクワクしている。洗練され、小粋で、楽しい映画になるための素晴らしい基礎になりそうな豊かな神話がある」（We are very excited to bring Robotech to the big screen. There is a rich mythology that will be a great foundation for a sophisticated, smart and entertaining film.）—トビー・マグワイア（Tobey Maguire）
インタビューにおいて、ハーモニーゴールド USA社の代表ケヴィン・マッキーヴァ（Kevin McKeever）は、ワーナー・ブラザース（Warner Brothers）社側がプロジェクトについて我が社に申し出（アプローチ）をしてきて、ハーモニーゴールド USAはプロジェクトの創造的な方向に「意見」を持ち、そしてこのことがアニメ媒体の続編『シャドウ・ライジング』（Shadow Rising）の制作計画に影響を及ぼさないことを望むと語った。
ハーモニーゴールド USA 社側の代表であるケヴィン・マッキーヴァ（Kevin McKeever）は、予算、配役（キャスティング）、期待される公開日時または筋書きのいかなる詳細も確認することができず、これらが決定されたことがプロジェクトの全工程のなかであまりに性急すぎたと説明した。
こうして、2008年6月に、以下のスタッフが参加することが報じられた。
- ローレンス・カスダン（Lawrence Kasdan） - 代表作品：『レイダース/失われたアーク《聖櫃》』（Raiders of the Lost Ark）、『スター・ウォーズ エピソード5/帝国の逆襲』（The Empire Strikes Back）、『ボディガード』（The Bodyguard）
- チャールズ・ローヴェン（Charles Roven）/ 映画脚本家として雇用。 - 代表作品：『アフロサムライ』（AFRO SAMURAI）、『ゲット スマート』（Get Smar）、『ダークナイト』（The Dark Knight）
- アキヴァ・ゴールズマン（Akiva Goldsman）/ プロデューサーとして、トビー・マグワイアに参加する。 - 代表作品（脚本）：『アイ,ロボット』（I, Robot）、『シンデレラマン』 （Cinderella Man）、『ダ・ヴィンチ・コード 』（The Da Vinci Code）[46]

アニメ・エキスポ（Anime Expo）2008 の会場の「ロボテック」展示パネルにおいて、ローレンス・カスダンが実写映画のために映画台本を執筆中であるというトビー・マグワイアとローレンス・カスダン(Lawrence Kasdan)の関わり合いが確認された。
また、トミー・ユンは、実写映画が元（オリジナル）の「ロボテック」世界から新規にアップデートされたメカと登場人物の設定（とデザイン）で リメイクすることが計画され、この制作作業には、2009年のオリジナルの漫画の設定から出発して、今後将来にわたって数年かかる見通しであることを明らかにした。
2008年、アルフレッド・ガフ（Alfred Gough） とマイルズ・ミラー（Miles Millar）らが実写映画の脚本作業の制作に参加した。
一方で、明らかにされない理由によって、チャールズ・ローヴェン（Charles Roven）は、もう「ロボテック・シリーズ」のアニメのワーナー側より提案された実写映画化には取り組んでいない。
ローヴェンは、プロジェクトに残っているプロデューサーであるアキヴァ・ゴールズマン（Akiva Goldsman）とマグワイアに「素晴らしい幸運」を願っていると告げた。
また、Mania.com ウェブサイトは、最近英国のテレビシリーズの脚本家と小説家 トム・ロブ・スミス（Tom Rob Smith） が、ロボテックのワーナー側から提案された実写映画に関して執筆の職責を引き継いだと報じた。
トム・ロブ・スミス（Tom Rob Smith）は、世界的にたいへんな賞賛を浴びた 犯罪サスペンス小説 Child 44 を執筆する以前に英国のソープオペラ（Soap opera）である Family Affairs と Bad Girls を書いた著名な作家である。
トム・ロブ・スミス（Tom Rob Smith）は報じられるところによれば、今度の実写映画の制作に先立つ時期に主要な位置を占めるべき第四番目の脚本家か、あるいは脚本家チームに所属することになると、業界筋ではみられている。
2011年2月、呪怨 パンデミック　の助監督を務めたドリュー・クレヴェロ（Drew Crevello）の参加が報じられた。
2012年1月22日、ハリウッド・リポーター （The Hollywood Reporter, THR）は実写映画化企画の進行状況に関して、マイルス・ミラー (Miles Millar) とアルフレッド・ガフ(Alfred Gough)が脚本の草稿（ドラフト）を執筆したようだと報じた。

### 映画化権の移動と企画の再始動
2015年2月4日（米国西海岸標準時 (PST)）、映画化権が ワーナー・ブラザース社から、映画 『300 〈スリーハンドレッド〉』などを製作した プロデューサーのマーク・キャントン（ Mark Canton）とジャンニ・ヌナリ（ Gianni Nunnar）により運営された ワーナー・ブラザース・スタジオ関連の別の製作会社、ハリウッド・ギャング・プロダクション に移譲され、映画化が再度始動、同作品で脚本を書いたマイケル・E・ゴードン ( Michael E. Gordon) が「ロボテック」の実写映画第一作目となる予定の『ロボテック：マクロス・サーガ』の脚本を担当すると報じられた。
また アルゼンチンの映画監督で、ホラー映画　『MAMA』を代表作とする、アンディ・ムスキエティ（Andrés Muschietti）が監督を務めるとも報じられた。

### ソニー・ピクチャーズ とコロンビア映画によるシリーズ展開
2015年3月25日（米国西海岸標準時 (PST)）、アメリカ合衆国で発行されているエンターテイメント産業専門の業界雑誌『バラエティ』 （Variety magazine）は、ソニー株式会社の完全子会社である「ソニー・ピクチャーズ エンタテインメント」が1980年代に米国で人気を博したテレビアニメシリーズ『ロボテック』のハリウッド実写版に乗りだすと報じた。
世界市場に売り出す超大作を目指し、「ロボテック・ユニバース」として第1世代の『マクロス・サーガ』以外の作品群もシリーズ展開の視野に入れるとしている。
プロジェクトはソニー・ピクチャーズ エンタテインメントの社長である 「ダグ・ベルグラッド」(Doug Belgrad) と コロンビア・ピクチャーズの制作部長（プロダクションチーフ）、マイケル・デ・ルカ（Michael De
Luca）、ソニー・ピクチャーズのマシュー・ミラム（Matthew Milam）らが統括する。
コロンビア ピクチャーズ制作部長  マイケル・デ・ルカ：「常にそれが、我々の人生観に引用されるような人間性を持つ登場人物 と 壮大なスペクタクル の結婚であったという点で、ロボテックシリーズには独自性がある。それが「我々がこのプロジェクトを前進させるためにマーク・キャントン氏やジャンニ ・ヌナリ氏とともに働けることに興奮している」理由である。これまで常に「絶滅の淵の世界」、「叙事詩的な愛情の三角関係」、「裏切り変節した英雄」を我々に供給してきた歴史により、ロボテックシリーズは（これからも）物語可能性に関して果てしない無限の広大な展望、豊かで印象的な作品世界を提供するだろう。」（Said  (Michael De Luca): “ Robotech is unique in that it has always been a marriage of spectacle with human characters that seem drawn from life.　That's why we are so excited to be　working with Mark and Gianni as we move forward on this project.  With a history that offers an epic love triangle, a renegade hero, and a world on the brink of extinction, Robotech offers a wide scope and a rich and impressive universe where the story possibilities are endless.” 
2015年4月29日（米国西海岸標準時）アメリカの映画業界紙『ハリウッド・リポーター』は、低予算のホラー映画『ソウ』第1作（原題: Saw 、2003年）から最終作『ソウ ザ・ファイナル 3D』（原題: Saw 3D 、2010年）の一連のシリーズで注目され、通常予算のホラー映画『インシディアス』（原題: Insidious 、2011年）、『インシディアス 第2章』（原題: Insidious: Chapter 2 、2011年）、『死霊館』（原題: The Conjuring 、2011年）などで大きな成功を収めたうえで、初の本格的アクション大作 『ワイルド・スピード SKY MISSION』（原題: Fast & Furious 7 、2015年）を記録的ヒットに導いたジェームズ・ワン（繁体字 = 溫子仁 , James Wan）に対して、「ロボテック・シリーズ」第1作『ロボテック：マクロス・サーガ』の監督を依頼する交渉が、ソニー・ピクチャーズとワンのあいだで進められているようだと報じた。

### ジェームス・ワンの辞退とジェィソン・フュークスの参加
ジェームズ・ワンの参加交渉が、彼のほかの製作中の話題作である、映画『アクアマン』の製作スケジュールとの矛盾逼迫（）と、契約金の金額問題で解消 して、およそ2年4か月が経過した 2017年9月12日（ 米国西海岸標準時 ）15時45分、 ニッキ・フィンケ（Nikki Finke）によって設立され、Penske Media Corporation (PMC) が運営するオンラインマガジン「 Deadline.com 」は、DCコミックス のアメリカン・コミック『ワンダーウーマン』の実写映画化でクロスオーバー作品群「DCエクステンデッド・ユニバース」シリーズとしては第4作品目の作品でもあり、2017年6月2日に全米公開（日本国での公開は、2017年8月25日）のスーパーヒロイン実写特撮映画『ワンダーウーマン (映画)』の原案に携わったジェイソン・フュークス (Jason Fuchs) が脚本を執筆すると伝えた。
ジェイソン・フュークスはムスキエティ監督とともに、白紙状態の脚本を練り上げていく。
スタジオぬえの創作したデザインの意匠権との衝突が問題となるVF-1 バルキリーのデザイン、地球統合軍の構成員、ゼントラーデイ異星人種などの登場人物や実写特撮映画としての物語構成・あらすじなどの続報はまだ先になりそうだが、最初の実写映画企画から約10年を経てクランクインを実行するに足りる脚本家が決まったことで、ようやく実現に向けて歯車が動き出したと、映画業界関係の報道紙は判断している。
なお、タツノコ・プロダクションはライセンス契約を更新しない措置の実行により、2021年3月21日をもってハーモニーゴールド USA社に対して日本国以外の 全世界頒布に関するハーモニーゴールUSA社への独占的な改変・翻案可能な利用許諾契約で与えられていた「ロボテック・シリーズ」の原作となる、3つのテレビアニメシリーズの各々の権利を取り戻し、ハーモニーゴールUSA社はライセンスを喪失する が、本実写映画のライセンス期限切れ問題については2017年9月15日現在、いかなる報道機関においても言及されていない。

## 漫画
1984年にDCコミックス社から限定シリーズの漫画『ロボテック: ディフェンダーズ』(Robotech: Defenders) が出版された。この漫画の元になったのは、日本のメーカーと提携した Revell 社のプラモデルシリーズで、日本製ロボットアニメ『超時空要塞マクロス』、『超時空世紀オーガス』、『太陽の牙ダグラム』に登場するメカをひとつにまとめたものだった。ハーモニーゴールド USA 社のテレビ・シリーズやコミコ社の漫画版とは無関係で、アニメ・シリーズの開始より1年ほど先行している。
ほかに6つの会社が「ロボテック」関連の漫画を出版している。
なお、コミコ社とワイルドストーム社の漫画は全てカラー（前者は単階調手描き彩色、後者はデジタル彩色）だが、エターニティ社、アカデミー社、南極出版社の漫画は単色線画、単彩画が基本で、フラグシップ・シリーズや一部の作品にのみ全カラー漫画を採用した。
またタイトな締切日や、制作過程の分業が基本のアメリカンコミック上における作風統一の困難さもあって、日本の漫画のようにスクリーントーンを多用した凝った画風は少なかったが、年代が下がるにつれて徐々に日本の漫画制作上の効果やキャラクターデザイン上の特色を採用していくようになった。

### コミコ社
コミコ（英: Comico）社は、1984年から1989年まで「ロボテック」のテレビ・シリーズのほぼ全話を漫画化した。
順番に発売するのではなく、3つのシリーズを同時に発売した。
全85話のうち「ダーナの物語」（英: Dana's Story）だけはすぐに漫画化されず、後に増補版のグラフィックノベルとして発表された。この理由は、『マクロス・サーガ』の結末が露見するのを防ぐためである。
グラフィックノベル『ロボテック：ジェネシス』（英: Graphic Novel Robotech: "Genesis"）は、テレビ・シリーズの漫画化ではなく、テレビ・シリーズの要素の背景となる物語を描いたもの。このグラフィックノベルの出来事は「ロボテック・シリーズ」小説の第1巻冒頭にも描かれた。
| 題名                                                    | 邦訳例                                    | 解説 | 巻数   | 備考                                                                         |
| ------------------------------------------------------- | ----------------------------------------- | --- | ------ | ---------------------------------------------------------------------------- |
| Macross Saga                                            | マクロス・サーガ                          | テレビシリーズの漫画化 | 全36巻 | 第1話のみ特別編集版、および立体版（Robotech 3-D）あり。                      |
| Masters Special (Lengthened adaptation of Dana's Story) | マスターズ特別篇 「ダーナの物語」         | 原作『超時空騎団サザンクロス』には存在しない米国独自の前日談である、テレビシリーズ第37話「ダーナの物語」より、さらに長編化された翻案脚本と構成による漫画化。                                                                  | 全1巻  | 第37話相当。                                                                 |
| Masters                                                 | マスターズ                                | テレビシリーズの漫画化 | 全23巻 | 『超時空騎団サザンクロス』。                                                 |
| New Generation                                          | 新世代                                    | テレビシリーズの漫画化 | 全25巻 | 『機甲創世記モスピーダ』。 最終話のみ2巻構成のために巻数は話数と一致しない。 |
| Graphic Novel Robotech: "Genesis"                       | グラフィックノベル 『創世記：ロボテック』 | エターニティ社の『ロボテック創世記：ゾアの伝説』（英: Legend of Zor）の結末となる。 すべての「ロボテック」の物語を接着剤のように結びつける、プロトカルチャー（資源）を発見した「ゾア・デリルダ」（英: Zor Derelda）の起源話。 | 全1巻  |                                                                              |

### エターニティ社
エターニティ（英: Eternity）社は、1988年から1994年まで「ロボテック」の漫画を販売した。まず共同筆名ジャック・マッキーニ（英: Jack McKinney） による『センチネルズ』小説シリーズの漫画化を手始めに、さらに三部作全85話と『センチネルズ』を越えて、「ロボテック」正典世界観を拡張するための物語を描き始めた。シリーズの進行中に、作家たちは『センチネルズ』の小説の展開と構成を逸脱しはじめ、新たな物語要素や登場人物を追加していった。
エターニティ社の『センチネルズ』関連の描画作業は、すべてジェイソン（英: Jason）とジョン（英: John）のウォルトリップ兄弟（Waltrip brothers）が担当した。
マーベル・コミック社がマリヴ・コミック（英: Malibu Comics）社を買収したとき、同社の子会社であったエターニティ社は自社の事業を閉じた。「ロボテック」の漫画のライセンスは、独立系の出版社、アカデミー・コミック（英: Academy Comics）社の手に渡った。
| 題名                                                | 邦訳例                                     | 解説 | 巻数            | 備考                                                        |
| --------------------------------------------------- | ------------------------------------------ | --- | --------------- | ----------------------------------------------------------- |
| Robotech II: The Sentinels                          | ロボテック II：センチネルズ                | ジェイソンとジョンのウォルトリップ兄弟（Jason Waltrip、John Waltrip）によるオリジナル長編漫画シリーズ。 続きはアカデミー社が引き継いだ。 | 第三冊第8巻まで |                                                             |
| Robotech II: The Sentinels Wedding Special          | ロボテック II：センチネルズ 結婚式特別篇   | リック・ハンター（英: Rick Hunter）とリサ・ハイエス（英: Lisa Hayes）の結婚式特別編。 | 全2巻           |                                                             |
| Robotech II: The Sentinels Swimsuit Spectacular     | ロボテック II：豪華水着ショー              | ジェイソンとジョンのウォルトリップ兄弟による水着ピンナップ集。 日本での一般水着ピンナップ集の扱いと異なり、男性の水着姿も 1/3 ほどを占めるのが特徴。 | 全1巻           |                                                             |
| Robotech II: The Sentinels The Illustrated Handbook | ロボテック II：図説ハンドブック            | ジェイソンとジョンのウォルトリップ兄弟による『センチネル』の設定資料集。 登場人物は同兄弟の描画だが、本作品に登場するインビッドの新規メカデザイン「イノガニック」は、3人1組のタツノコプロ所属のメカデザイン集団「アンモナイト」（小川浩、大倉宏俊、小野隆嗣）による。 | 全3巻           |                                                             |
| Robotech II: The Sentinels The Untold Story         | ロボテック II：センチネルズ 語られざる物語 | 18歳以上対象の内容のために本編から独立して出版された。 ドラッグストアなどでは子供が手に取れない措置がされる。 | 全1巻           |                                                             |
| Robotech Genesis：The Legend Of Zor                 | ロボテック創世記：ゾアの伝説               | 全カラー漫画。先代のコミコ社の Graphic Novel Robotech: "Genesis" （グラフィックノベル『創世記：ロボテック』）の前日談と、コミコ社の結末の長編化となる、全6巻のリメイク・ミニシリーズ。 ヴァリヴェール恒星系（英: Valivarre）に属する第四惑星（ガス惑星）「ファントマ」の第三衛星ティロル出身のゾル人科学者、ゾア・デリルダ（英: Zor Derelda）の伝承話。 ゾアの許婚者でパトリキのアーラ・ノン（英: Arla-Non）のほか、ブリタイ・クリダニク（英: Breetai Kridanik）も登場する。 | 全6巻           | 第1巻の数量限定特別編集版 収集家限定版がある。 全カラー漫画 |
| Return to Macross                                   | マクロスへの帰着                           | SDF-1 マクロス落下以前から進宙式までの過去話。ブリタイ・クリダニクも登場する。 続きはアカデミー社が引き継いだ。 | 第12巻まで      | アカデミー社にて継続。                                      |
| Malcontent Uprisings                                | 不満分子の蜂起                             | ゼントラーディ人の武装蜂起と鎮圧。 | 全18巻          | マックス夫妻、ジョナサン・ウルフが登場。                    |
| Cyber pirates                                       | 電脳海賊                                   | 空軍試作機 VFX‐6 ジニーア（英: Genia）のテストパイロットであるエイミー・デボラ・ポラード（英: Amy Deborah Pollard）の事故死の裏に潜む陸軍妨害計画を知った彼女の恋人だった男が、陸軍の陰謀関係者に復讐を誓う。 独自の登場人物が大半だが、協力者として幼年士官学校時代のダーナ・スターリング（英: Dana Sterling）が、さらに陰謀の黒幕としてアナトール・エリ・レオナルド（英: Anatole Eli Leonard）が登場。                                                                     | 全4巻           | 第0巻から第3巻まで                                          |
| Invid War                                           | インビッド戦争                             | 占領された地球を解放しようとする月基地およびレジスタンス運動の動きを描く。 独自の登場人物が大半だが、ジョナサン・ウルフとノヴァ・サトリ（英: Nova Satori、ラーナ・イザビアに相当）が登場。 映像本編の展開に従い、後半でジョナサンは戦闘飛行中に負傷し、スコット・バーナード（英: Scott Bernard）看取られて戦死するが、その場に置き去りにされた映像本編と異なり、漫画版14巻ではのちに埋葬される場面が追加されている。                                                         | 全18巻          |                                                             |
| Invid War: Aftermath                                | インビッド戦争：余波                       | インビッド退去後の月面都市ベルモント市の人々と、地球でのさまざまな動きを描く。 スコット・バーナードとルック・バートレイ（英: Rook Bartley）〈フーケ・エローズ（仏: Houquet et Rose）〉が登場するが、大半は独自の新登場人物により物語が展開し、映像との繋がりは薄い。 続きはアカデミー社が引き継いだ。 | 第6巻まで       | アカデミー社にて継続。                                      |
| Fire Walker                                         | 戦火を往く者たち                           | インビッド戦争からのスピンオフ作品。ベッカ・ケード（英: Bekka Cade）を中心に、その恋人である ランサー・ベルモント（英: Lancer Belmont）の物語。 | 全1巻           |                                                             |

### アカデミー・コミックス社
アカデミー・コミックス（英: Academy comics）社は、1994年から1996年まで「ロボテック」の漫画を販売した。
同社はマリブ社から「ロボテック・シリーズ」のライセンスを入手すると同時に、ウォルトリップ兄弟と、長い間「ロボテック」の漫画のライター（原作・脚本を担当）を務めてきたビル・スパングラー（英: Bill Spangler）を引き入れた。
アカデミー社は、エターニティ社の当時の最新の「ロボテック」漫画シリーズをすべて再発売し、同時に自社独自の新構想をいくつか始めた。
『ロボテック II ：センチネルズ』のシリーズ漫画は、エターニティ社が中断した箇所から引き継いで再開し、このときからウォルトリップ兄弟は描画だけでなく物語構成（ ネーム ）の執筆も手掛けるようになった。
アカデミー社の『ロボテック II ：センチネルズ』漫画は好評を博したが、ほかの漫画は文章と実際の描画品質（アートワークス）に調和が欠けることが多かった。
『アフターマス』（戦後余波、英: Aftermath ）と『クローン』（英: Clone、のちに『モルデカイ』（ヘブライ語: מָרְדֳּכַי, ラテン文字転写: Mordecai, Mordechai）と改題）は担当のシリーズ構成作家 兼 「漫画アーティスト」（日本の漫画家同様に、下書きとペン入れを双方行える漫画作業者をこう呼ぶ）であるブルース・レーウィス（英: Bruce Lewis） とローゼリク・リッキー（英: Rosearik Rikki）、タビーシャ・ウルフガース（英: Tavisha Wolfgarth）夫妻の退社によって早期に中断した。
1996年10月末、ハーモニーゴールド USA 社はアカデミー社の「ロボテック」漫画作品の出版に対する商標使用許諾（ライセンス）を突然取り消し、新たに唯一の使用許諾権を南極出版社（英: Antarctic Press）に与えた。この突然の商標使用許諾の取り消し理由は、ハーモニーゴールド USA 社からは一切発表されていないが、最も予想され得る取り消し理由として業界関係者は、南極出版社がハーモニーゴールド USA 社に対して「より多くの商標使用料（ライセンス料）を支払うことを申し出た」と判断している。
アキッド・レイン・スタジオ（英: Acid Rain Studio）による「ゴシック小説」から題材を採った吸血鬼シリーズなど、他分野の漫画の出版も開始し、経営の多角化による危険分散と安定化を目指していたとはいえ、総売上の過半数を占めていたフラグシップ・シリーズである「ロボテック・シリーズ」の使用許諾ライセンス取り消しの影響は大きく、アカデミー社はその後すぐに（1996年11月）事業を閉じた。
なお、アカデミー社は1996年11月の愛読者に対する廃業告知にて、第一世代編『マクロス・サーガ』のその後の艦橋オペレーター三人娘を主軸とする漫画シリーズである『ロボテック：電脳騎士団』（サイバー・ナイツ、英: Robotech : Cyber Knights ）を、1997年1月に出版開始すると告知したが、すでに他社に専属の使用許諾権利を与えたハーモニーゴールド USA 社との使用許諾権の回復交渉はまったく進展の見込みもなく、同人出版（一覧表の最終段を参照 #Cyber_Knights）以外の頒布経路、つまり一般の漫画書店に同社の1997年以後の新刊本が並ぶことはついになかった。
| 題名                                          | 邦訳例                                            | 解説 | 巻数                                                    | 備考                        |
| --------------------------------------------- | ------------------------------------------------- | --- | ------------------------------------------------------- | --------------------------- |
| Robotech II: The Sentinels                    | ロボテック II：センチネルズ                       | ジェイソンとジョンのウォルトリップ兄弟によるオリジナル長編漫画シリーズ。第三冊、第9巻から第22巻を完結させ、第四冊第0巻から第13巻時点で、上記理由により中断。続きは、ワイルドストーム社の『シャドウ・クロニクルへの序曲』において、かなり要約されて描かれ、一応当初の構成を完結した。 | 第三冊 第9巻から第22巻完結。第四冊第0巻から第13巻中断。 |                             |
| Robotech II: Halloween Special                | ロボテック II：センチネルズ「ハロウィン特別篇」   | エターニティ社時代の「豪華水着ショー」（英: Swimsuit Spectacular）と同様の企画意図にもとづくグラビア集。 | 全1巻                                                   |                             |
| Robotech II: Winter Wonderland Swimsuit Issue | ロボテック II：センチネルズ「冬の絶景水着特集号」 | エターニティ社時代の「豪華水着ショー」と同様の企画意図にもとづくグラビア集 | 全1巻                                                   |                             |
| Worlds of Robotech                            | ロボテックの各世界                                | ヴァリヴェール恒星系のそれぞれの星の異星人（センチネル）たちの各惑星世界でのエピソード。各1巻でひとつの世界を描く。 - アマゾン世界：「惑星プラクシスからの脱出」（英: Amazon World: Escape From Praxis #1） - インビッド世界：「惑星オプテラへの強襲」（英: Invid World: Assault on Optera #1） - スミス世界：「惑星カーバラのサボタージュ」（英: Smith World: Sabotage on Karbarra #1） - 電脳世界：「ハイドン IV の秘密」（英: Cyber World: " Secrets of Haydon IV" #1） - 野生世界：「惑星ガルーダの悪夢」（英: Feral World "Nightmare on Garuda" #1） - 水晶世界：「天球の捕囚たち」（英: Crystal World: "Prisoners of Spheris" #1） | 全6巻                                                   |                             |
| Return to Macross                             | マクロスへの帰着                                  | SDF-1 マクロス落下以前から進宙式までの過去話。続きが第13巻から第37巻まで描かれ、この長編シリーズはついに完結した。 | 第13巻から第37巻完結                                    |                             |
| Robotech: Macross Tempest                     | マクロス暴風雨                                    | 「Return to Macross」第25話から第26話までの内容の番外篇。 | 全1巻                                                   |                             |
| War Of The Believers                          | 戦争の信奉者                                      | エミール・ラング工学博士（英: Dr. Emil Lang）の姉妹、ニーナ・ラング（英: Nina Lang）を主役にした「Return to Macross」のスピンオフ作品。 | 全1巻                                                   |                             |
| Civil War Stories                             | 統合戦争物語                                      | 統合戦争を描く Return to Macross のスピンオフ作品。 | 全1巻                                                   |                             |
| Robotech Zero "What's Past is Prelude,"       | ロボテック ゼロ 過去は未来への前奏曲              | 1994年の作品であり、『マクロス ゼロ』とは無関係。三次にわたる大戦のあと、2043年に平和を取り戻した地球のある一家で、両親が息子と娘たちに語り聞かせる三世代の物語。ビル・スパングラーとウィリアム・ジャング（英: William Jang）の円熟期の作品で作画水準も高い。小説版のジャック・マッキニー（英: Jack McKinney）という共同筆名を持つ、ジェームズ・ルセーノ（英: James Luceno）とブライアン・デイリー（英: Brian Daley）へのインタビューを収録。 | 全1巻                                                   |                             |
| Invid War: Aftermath                          | インビッド戦争：余波                              | エターニティ社の物語を引き継ぎ、第7巻から第13巻まで出版した時点で、担当のライターとアーティストの退社によって、多くの謎を残したまま、いわゆる「第1部・完」のかたちで強制的に完結させられた。こちらも大半は独自の新登場人物により物語が展開し、映像との繋がりは薄い。第11巻よりブルース・レーウィス（英: Bruce Lewis）とデイヴ・ランフィアー（英: Dave Lanphear）による、少女漫画風絵柄の、スコット・バーナードを隊長とするメガロード（英: MEGARoad）調査隊の企画が描かれたが、上記の理由で未完に終わった。 | 全13巻                                                  |                             |
| Thread-bare Heart                             | 擦り切れた心（感情）                              | 上記作品中 第7巻から第9巻まで ローゼリク・リッキー（英: Rosearik Rikki）とタビーシャ・ウルフガース（英: Tavisha Wolfgarth）夫妻により描かれた三部作をグラフィックノベル化したもの。ただし、作画には難がある。 | 全1巻                                                   |                             |
| Hohsq's Story                                 | ホスクの物語                                      | Invid War: Aftermath 中の登場人物、元ゼントラーディ兵士ガンツ・ホスク・マルドゥーク（英: GanZ Hohsq Ma'alduk）のスピンオフ作品。「ロボテック・ロマンスシリーズ」と呼ばれる、「ロボテック」版ハーレクイン・ロマンスレーベルを目指し、女性ファン向けにブルース・レーウィスとデイヴ・ランフィアーによる、少女漫画風の絵柄を特色とする。アカデミー社に対する「ロボテック」ライセンス取り消しにより、レーベル・タイトルは本作と後述の3タイトルの合計4作品のみに終わった。 | 全1巻                                                   |                             |
| Academy Blues                                 | 士官学校ブルース                                  | リサ・ハイエス、クラウディア・グラント（英: Claudia Grant）や、ブリッジ・オペレーターたちの士官学校時代を描いた話。若き日々のロルフ・エマーソン（英: Rolf Emerson）がキム・ヤング（英: Kim Young）の「恋のお相手役」で登場する。「ロボテック・ロマンスシリーズ」と呼ばれる、「ロボテック」版ハーレクイン・ロマンスレーベルを目指した。 | 全6巻                                                   | 第0巻から第5巻              |
| Breaking Point: Cadet Lisa Hayes Special      | 限界点：士官候補生リサ・ハイエス特別篇            | 上記作品中、リサ・ハイエスのスピンオフ作品。「ロボテック・ロマンスシリーズ」と呼ばれる、「ロボテック」版ハーレクイン・ロマンスレーベルを目指した。 | 全1巻                                                   |                             |
| Romance                                       | ロマンス                                          | - 「星々と涙」（英: The Stars and the Tears） - 「スカートチェイサーを混ぜた2杯のビール」（英: Two Beers With a Skirt Chaser） - 「時代が困難になると、真の勇者が（世直しのために）動きだす」（英: When the Going Gets Tough , the tough get going.） の三篇を収録した「ロボテック・ロマンスシリーズ」と呼ばれる、「ロボテック」版ハーレクイン・ロマンスレーベル。作画に難あり。 | 全1巻                                                   |                             |
| Robotech: Star Runners: Carpenter's Journey   | 星界よりの使者                                    | ジョン・カーペンター少佐（英: Major John Carpenter）によるサザンクロス軍支援のためのトクガワ級 超時空空母 2番艦 SCV-02 UES ハンニバル（英: Hannibal）の旅路と出来事。 | 全1巻                                                   |                             |
| Mech angel                                    | 機甲天使                                          | 人類サイズにマイクロン化した、元ゼントラーディ女性兵士リス・グルアカ（英: Lyss Gruaca）の暗殺者としての「仕事人」稼業。リュック・ベッソン監督の『ニキータ』や、そのアメリカナイズのリメイク版『アサシン』のような「ロボテック」版悪女（バッド・ガール）物語を目指した。機甲天使のタイトル由来は、彼女の自己改造（カスタマイズ）された飛行能力を持つ有翼ハードスーツの形状から。 | 全4巻                                                   | 第0巻から第3巻              |
| Clone (Mordecai)                              | クローン （のちに『モルデカイ』に改題）           | 第0巻から第5巻までの全6巻と『モルデカイ』（ヘブライ語: מָרְדֳּכַי, ラテン文字転写: Mordecai, Mordechai）改題後の2巻の全8巻。不老不死の技術、ザロン（英: XALON）酵素処理の考案と秘密思想結社モルデカイ教団加入信者のみへの上記施術という手法で、ハワード・ヒューズなみの巨万の富を得た医学博士ジル・ボーデル（英: Gilles Vaudell）は、宗教的なカリスマの妻デモント・テリル（英: Demont Terril）とともにインビッド戦争の孤児を引き取り構成員とした。その後、地球統合政府の干渉を避けるために財力にものをいわせて超時空要塞モルデカイ（英: SDF Mordecai）を建造し、信者のみを乗船させ、教義に従いアンドロメダ銀河の目的地を目指して進宙する。    | 全8巻                                                   | 第0巻から第6巻/第0巻と第1巻 |
| Youth Inertia                                 | 思春期                                            | 上記作品中の登場人物一等航宙士 ヴィヴィ・アヴァ（英: Bibi Ava）のスピンオフ作品。巻末に初期スケッチと設定画集と年表が附属し特別編集版の表示があるが、廉価通常版は存在しない。 | 全1巻                                                   |                             |
| Warriors                                      | 戦士たち                                          | ブリタイの過去話。 | 全5巻                                                   | 第0巻から第4巻              |
| Metal Swarm                                   | 鉄塊                                              | ブリタイの番外篇。 | 全1巻                                                   |                             |
| Destroid (Macross Missions)                   | デストロイド（SDF-1 マクロス護衛任務）            | SDF-1 マクロス護衛に関わるトマホーク操縦士の佐藤 健伍長ケン・サトウ（英: Corporal Ken Sato）と新入りだが士官学校出のために、いきなり上司として配属されたクリス・ヒラリー少尉（英: Lt. Chris Hillary）間の反発と男女間の友情がテーマ。のちに Destroids から Macross Missions に改題。 | 全3巻                                                   | 第0巻から第2巻              |
| Robotech The Movie Untold Story               | 劇場版ロボテック 『語られざる物語』               | 『メガゾーン23』（パートI）を翻案元とする映画映像の漫画化。 | 全2巻                                                   |                             |
| The Misfits                                   | 不適合者たち                                      | 1962年の同名映画 The Misfits （邦題『荒馬と女』）を下敷きにした。諸事情により1話のみでキャンセル。 | 全1巻                                                   |                             |
| The 1996 Robotech Comic Calendar              | 1996年版ロボテック漫画カレンダー                  | アカデミー社の作家とアーティストのオールスター出演の全描き下ろしカレンダー。1995年末に発売されたが、ハーモニーゴールド USA 社のライセンス取り消しにともなう廃業により、これがアカデミー社の遺作になった。 | 全1包                                                   |                             |
| Robotech : Cyber Knights                      | ロボテック：電脳騎士団 （サイバー・ナイツ）       | アカデミー社の1996年11月の愛読者に対する廃業告知にて発表された、第一世代編『マクロス・サーガ』の（その後の）艦橋オペレーター三人娘を主軸とする漫画シリーズ。商標権の使用許諾取り消し直後の企画発表で月刊配本を将来の目標達成と目指して1997年1月の出版を企図したが、すでに他社に専属の使用許諾権利を与えたハーモニーゴールド USA 社との使用許諾権の回復交渉はまったく進展の見込みもなく、ついに一般書店に漫画本が並ぶことはなく、その原稿の一部がファンジン（ 漫画同人誌 ）として南北米大陸で入手できるのみである。 | 商業誌としては未刊行                                    |                             |

### 南極出版社（Antarctic Press）
南極出版社（アンタークティック・プレス / Antarctic Press）社は、1997年から1998年までロボテックの漫画を販売した。おもに、「ロボテック・シリーズ」の『マクロス・サーガ』の登場人物による独立したサイドストーリーやスピンオフ作品が企画の主流である。
ほとんどの物語は非常に修正主義的で、みずからの個性に従って行動する確立した登場人物により、テーマは時に大時代的（おおじだいてき）になることさえあった。なお一覧表中、「解説」欄の冒頭、および「巻数」欄に「カラー漫画」と記載のない作品はすべて白黒線画の作品である。
シリーズ構成の完結まで設計されていた物語構成の約 80 % まではアカデミー・コミックス社で出版された『ロボテック II ：ザ・センチネルズ』の残りの 約 2 割 の漫画作画を完成させるために「ウォルトリップ兄弟には、もう協力を求めない」と南極出版社（アンタークティック・プレス）社が決定したために、多くのファンは同社のロボテックの漫画に批判的である（この決定の原因については、ウォルトリップ兄弟 と南極出版社（アンタークティック・プレス）社の主力作家だった台湾系アメリカ人のベン・ダン( Ben Dunn)  がエターニティ・コミックス社の親会社だったマリブ・コミックス（Malibu Comics）社で働いたときに、彼らのあいだにあった個人的な意見の不一致を原因とする説がある）。
特に批判されるのは『ロボテック II ：ザ・センチネルズ - ルビコン - 』（Sentinels Rubicon）である。これは『ロボテック II ：ザ・センチネルズ』の物語構成が結末を迎えたあとの長い年月を取り上げるという名目の作品。全2巻発売されたが、過去の（または次の権利許諾を受けた）「ロボテック」の漫画作品に全く似ていないし、一番売りの作画（アートワークス）は、一般的な読者の審美眼の基準から判断しても、ほとんど理解できない。「ルビコン」の第2巻は突然終わり、仕切り直しとして全7巻のシリーズ構成案が発表され、多くのファンはこの決定を称賛した。
一般的に「ロボテック・シリーズ」の漫画出版に携わった各社のすべての漫画制作・出版事業のなかで南極出版（アンタクティック・プレス）社の漫画は、最も不人気であったと漫画業界の識者からは評価されている。
同社の「ロボテック」のライセンスは、わずか一年後の1998年に何の説明もなく突然取り消された。多くのファンは、同社の「ロボテック」の漫画を増やすか、すべてなくすか、どちらかを選ぶなら、「すべてなくすのが良い」と考えている。
唯一の例外が「原作『マクロスシリーズ』の『マクロス ゼロ』の物語構成を約5年半ほど先取りした」と、南北米大陸のファンダムでいまだに語られる、架空戦記『ルフトヴァッフェ 1946』（Luftwaffe: 1946）で有名な日系アメリカ人漫画家のテッド野村（Ted Nomura）のアートと、Distant Soil（遠き土壌）がベストセラーになったライターおよび新規描き下ろし分キャラクターデザイン担当の女性画家コーリン・ドーラン（Colleen Doran）による 全11巻の長期シリーズ『試作機 001 タイガーキャット』（のちに『試作機 001 派生型』と改題）および、第二世代編（『サザンクロス』編）のその後を描いた全4巻のミニシリーズ『雷轟』である。
| 題名                                                                      | 邦訳例                      | 解説 | 巻数                           | 備考 |
| ------------------------------------------------------------------------- | --------------------------- | --- | ------------------------------ | ---- |
| Annual                                                                    | 年鑑                        | 新たな読者とファンを獲得するため、原典三部作の世界からそれぞれ1作品ずつ番外編として独自制作の物語を創作し、まとめたもの。 | 全1巻                          |      |
| Megastorm                                                                 | 巨大嵐                      | SDF-1 マクロスの地球帰還への帰路航宙時の番外編。木星付近での戦闘。 時代設定はリック・ハンター、リサ・ハイエス、ベン・ディクソン（柿崎速雄）たちがブリタイ・アド級艦隊の捕虜としてゼントラーディ基幹艦隊の総司令官ドルザ（Dolza）のフルブス・バレンツ要塞にて尋問中で不在のあいだの出来事とされているが、テレビシリーズの設定と異なりマックス・スターリングが登場する。 この矛盾については、日本の原作者の劇中劇設定発言（より正確な表現はメタフィクション）にもとづき、本作ではブリタイ艦隊の捕虜獲得作戦という「マクロス世界の歴史的事実」に関して、後世の歴史家の一部が主張する「マックスのみが捕獲を免れ帰還し、グローバル艦長に事実報告をした」という異説にもとづいた漫画化のためであると説明している。 | 全3巻                          |      |
| Rolling Thunder                                                           | 雷轟                        | 全カラー漫画。ダーナ・スターリング（Dana Sterling）の後日談。 ゾル人の残存部隊の長ダルメリック・カーン（Dalmeric Khane）は養女であるヒカル・カーン（Hikaru Khane）を作戦指揮官とし、ダーナ・スターリングを第2巻で捕虜にして体内に制御回路チップを埋め込み、服従させたうえで、かつてのゾア・プライム（原作のサイフリート・ヴァイス）と同様に、深紅のバイオロイドに搭乗させる。 こうしてダーナは、女性指揮官ヒカルの忠実な下僕となり、バイオロイド部隊の現場指揮官として、かつての部下たちと戦うことになる。 なお、旧・第15分隊の隊員たちは従来どおりサザンクロス軍を呼び合うが、組織としては消滅したあとのために、揚陸艇等のステンシル表記は「地球統合陸軍・義勇部隊」（U.N.ARMY Volunteer Corps）となっている。 | 全4巻 全カラー漫画             |      |
| Prototype 001 Tigercat (initially a back-up story, re-titled as Variants) | 試作機 001 タイガーキャット | 全カラー漫画。架空戦記『ルフトヴァッフェ 1946』（ Luftwaffe: 1946 ）で有名な、テッド野村（Ted Nomura）のアートと、Distant Soil（遠き土壌）がベストセラーになったライターおよび新規描き下ろし分キャラクターデザイン担当のコーリン・ドーラン（Colleen Doran）による作品。VF-1 バルキリー以前の従来型ターボファンエンジン搭載の試作機の実戦投入物語。 初期には『巨大嵐』（Megastorm）や 『雷轟』（Rolling Thunder）冊子内の 1/3 ほどを使うかたちのバックアップ物語だった。のちに独立した際に『試作機 001 派生型』と改題。 ロイ・フォッカー（Roy Fokker）大尉（当時）と後部座席の航法＆電子戦士官の リサ・ハイエス（Lisa Hayes）少尉（当時）が主役。 従来型ターボファンエンジン搭載のいわゆるガウォーク・ファイター形態の2形態を持つ試作可変戦闘機・YVF-14タイガーキャット（Tigercat）や、そのライバルとなるマクシミリアン・フォッケ（Maximilian Focke）が搭乗する反統合同盟側のロシア製可変戦闘機である YVM-29（МиГ - 29 бис）ラースタチュカ・ビースが登場するが、『マクロス ゼロ』に登場する「VF-0 フェニックス」、反統合同盟側の 「SV-51」とは無関係。 なお本作品は、原作者の「メタフィクション（または劇中劇）」発言を逆手に取った二次的連続性作品の別分岐であり、「ブリッジ・バニー」（ヴァネッサ、キム、シャミー）とクローディアは日本版同様生存し、さらには独自設定としてロイ・フォッカーが生存し、ウォルトリップ兄弟の『センチネルズ』漫画では夫婦で提督の役職に就いていたハンター夫妻に代わり、生存しつづけていれば本来就任していたであろう、海軍（宇宙軍）遠征艦隊提督（Fleet Admiral）に就任している。 リサ（日本版での早瀬未沙）は改マクロス級 “ SDFN-02 Admiral Lisa Hayes” （「海軍提督（大将）リサ・ハイエス」の意味）艦長として就任し、初恋の相手で許婚者だったカール・ライバー（Karl Liber）が彼女の夫として火星基地に赴任しており、長女サラ（一条未来に相当）まで誕生している。またこの別分岐（パラレルワールド）においては、リック・ハンターはキーロン（カムジン）のマクロス・シティ襲撃のあとにリン・ミンメイと結ばれ軍を退役している。 | 全7巻+4巻 全カラー漫画         |      |
| Vermillion                                                                | ヴァーミリオン小隊          | マクロス地球帰還時ヴァーミリオン小隊の番外編。 | 全4巻                          |      |
| Unsung Heroes                                                             | 報われない英雄              | 『ヴァーミリオン小隊』の第2巻から第4巻の冊子内の 1/3 ほどを使うかたちのバックアップ物語。 インビッド戦争中の報われない、名前すら明らかにされないレジスタンス兵士の物語。全3話。 | Vermillion 第2話 - 第4話に同居 |      |
| Final Fire                                                                | 最後の発砲                  | 第一次星間大戦決戦「リン・ミンメイ作戦」後の地上戦を生き抜いたVF-1A バルキリーパイロットの回想記。 | 全1巻                          |      |
| Crystal Dreams                                                            | 水晶の夢                    | 開発者GameTekが破産したために、1998年の発売前に製作が中止された同名のNINTENDO 64用ゲームの漫画化。 | 全1巻                          |      |
| Wings of Gibraltar                                                        | ジブラルタルの翼            | ベン・ディクソン（Ben Dixon）戦死後のリック・ハンター（Rick Hunter）と マクシミリアン・スターリング（Maximilian Sterlings）による第一次星間大戦中の小惑星帯「ジブラルタル基地」における番外編。 | 全2巻                          |      |
| Covert operations                                                         | 秘密作戦                    | Megastorm の続編。木星衛星タイタン付近での秘密作戦。 非公式ながらデザイン関係は『超時空要塞マクロス 愛・おぼえていますか』準拠の番外編。 | 全2巻                          |      |
| Class Reunion                                                             | 同窓会                      | 『ニュー・ジェネレーション』（『モスピーダ』）編の番外編。 作画は低調。 | 全1巻                          |      |
| Escape                                                                    | 脱出                        | 人間型インビッドであるコーグ（Corg、バットラー）のスピンオフ物語。現在のところ、唯一のインビッド主役作品。 | 全1巻                          |      |
| Sentinels: Rubicon                                                        | センチネルズ：ルビコン      | 上記南極出版社（Antarctic Press）本解説参照。 全2巻で中断し、仕切り直しとして全7巻のシリーズ案が発表されたが、この構想案が出版されることはなかった。 | 全2巻                          |      |

### ワイルドストーム（Wildstorm）社
DCコミックス社の子会社、ワイルドストーム（Wildstorm）社は、2002年に「ロボテック」の漫画の販売を始めた。
同社はジム・リーを始めとする1997年の香港返還後に大量に流入し、アメリカン・コミック界に参加した多くの中国系アーティストを積極的に採用し、ネーム (漫画)の構成力や画力に優れた作家を大量に起用し質の向上を図るとともに、漫画制作ソフトウェアによる制作のデジタル化を推し進め、英語圏以外、特に「ロボテック」の販売対象外とされている日本国での非公式のファンを獲得し、米国では完全新規の映像の新作『シャドウ・クロニクル』を製作する原動力となった。
しかし、DCコミックスの子会社に過ぎなかった同社は、アメリカ東部夏時間2010年9月21日、DCコミックス本社の西海岸のロサンゼルスへの移転にともない、子会社（いわゆる「インプリント」“imprint” レーベル）のジム・リー主宰の「ワイルドストーム（WildStorm）」 としての命脈を絶たれた。
このため、「ロボテック・シリーズ」の同社におけるグラフィックノベルの刊行は「発祥本国であるにもかかわらず、志半ばで中断」し、中華人民共和国の「シンファ・ウィンシェア」（中文 新華文軒出版伝媒、英文 Xinhua Winshare Publishing and Media Co. Ltd） で、本国未発売のままで終わった『ロボテック：侵略』（Robotech : Invasion）を含む全レーベルのグラフィックノベル化が実現することとなった。
| 題名                             | 邦訳例                       | 解説 | 巻数  | 備考                                                 |
| -------------------------------- | ---------------------------- | --- | ----- | ---------------------------------------------------- |
| From The Stars                   | 星界から                     | SDF-1 マクロスが進宙する前の、若き日のロイ・フォッカー（Roy Fokker）と、プロジェクト・バルキリー（YVF-1 バルキリー 開発計画）を描く一方、プロジェクト・エクスキャリヴァー（デストロイド開発計画）を何としてでも推進したい、アナトール・エリ・レオナルド（Anatole Eli Leonard）はバルキリー計画を中止させるための様々な陰謀を画策する。 ほかにも、飛行曲技団（エア・サーカス）時代のリック・ハンター（Rick Hunter）や、反統合同盟空軍との戦闘、ロイ・フォッカーとクローディア・グラント（Claudia Grant）、歌手ジャン・モリス（Jan Morris）、トーマス・ライリー・エドワード大佐（Colonel T.R.Edwards） との関係も描く。 また、OTMによるロボット工学 （ROBOTECHnology）の研究開発描写と、トーマス・ライリー・エドワード大佐（Colonel T.R.Edwards）のデザインが異なる。 1997年の香港返還後に大量に流入し、アメリカン・コミック界に参加した多くの中国系アーティストが中心となった作画で、それ以前の漫画よりも日本的な絵柄で、作画レベルも高い。 本編全6巻と、資料本（“Source Book”） 全1巻が出版され、のちにグラフィックノベル版が出版された。                                   | 全6巻 | グラフィックノベル版あり。                           |
| "Source Book"                    | 資料本                       | From The Stars に登場する、YVF-1、YF-1R、VF-4 ライトニング（「ロボテック」版）、試作型 FAST パック、VF-X6 ジニーア（Genia）などの各種機体や、トミー・ユン（Tommy Yune）による艦長制服のリサ・ハイエス（Lisa Hayes）の描き下ろしスケッチ、各種漫画やイラスト・アーティストによる競作画集を備えた資料本。 この本の資料や画集の大半（一部収録漏れあり）は、From The Stars のグラフィックノベル版巻末附録にて収録されている。 | 全1巻 | グラフィックノベル版巻末にも収録あり。               |
| Love & War                       | 愛と戦争                     | インビッド（Invid）に敗北した地球からジョナサン・ウルフ（Jonathan Wolfe）大佐の用意した、マラソン（Marathon）級 遠距離高速輸送艦に乗船しての緊急撤退前、ダーナ（Dana）はボゥイ（Bowie）に父母の昔の話を始める。 SDF-1 マクロスの進宙前にマクロス島にいたころのマクシミリアン・スターリング（Maximilian Sterlings）とベン・ディクソン（Ben Dixon）の友情、マックスとミリヤ・パリナ（Miriya Parina）の馴れ初めなどを描く。リン・ミンメイ（Linn Minmei）の女優デビュー映画についてのコンパニオン・ストーリーである「小白龍」（Little White Dragon）を含む。グラフィックノベル版は2010年12月14日に発売。 | 全6巻 | グラフィックノベル版は、2010年12月14日発売。         |
| Invasion                         | 侵略                         | 若き日のランサー・ベルモント（Lancer Belmont）の第10火星分遣師団（The 10th. Mars Division）での第一次奪還軍の地球降下作戦を詳しく描き、カーラ・モラール（Carla Morale）との関係を広げる。 直属の上司だったオリビア・スタール（Olivia Stahl）元少佐との再会と、カーラ（Carla）との三角関係、さらに元少佐が仲間を人体実験材料としてインビッド側へ売り渡していたという裏切り、レジスタンス運動によるインビッドの巣（Hive）のひとつの破壊までを描く。 XboxやPlayStation 2のゲームの物語構成の漫画化ではないが、Robotech 遠征軍艦隊の第一次地球奪還降下作戦による最初の地球解放の試みを描き、スコット・バーナード（Scott Bernard）の導入部描写と、彼の所属する第21火星分遣師団（The 21st. Mars Division）の誕生で終る。 コンパニオン・ストーリー「第1号火星基地」（Mars Base 1）では、リサ・ハイエス（Lisa Hayes）の初恋の人カール・ライバー（Karl Riber）の地球でのリサとの逢瀬と火星基地での勤務とその最期を詳しく描く。 オリジナルの『モスピーダ』でキャラクターデザインを担当した天野嘉孝と、トミー・ユン（Tommy Yune）による各々の巻の2種類の表紙絵を持つことが最大の特徴。 | 全6巻 | 新華文軒出版伝媒(中文)のみグラフィックノベル版あり。 |
| Prelude to the Shadow Chronicles | シャドウ・クロニクルへの序曲 | ウォルトリップ兄弟が執筆。『ロボテック II:センチネルズ』のジャック・マッキーニ（Jack McKinney）による小説版や、同兄弟による漫画版等、「二次的連続性」作品と公式設定で定義された派生作品の多くの要素を取り上げている。 厳密に言えば、ウォルトリップ兄弟が以前描いた『ロボテック II：センチネルズ』の漫画との連続性はない。 後付け設定で公式の新しい連続性に合わせ、アニメ版『ロボテック：シャドウ・クロニクル』への導入部としている。 またリック・ハンター提督や、リサ・ハイエス（Lisa Hayes）・SDF-3 パイオニア（Pioneer）艦長（艦隊司令官でもある）、ダーナ・スターリング（Dana Sterling）少佐など、旧シリーズの人物たちも登場。 アニメ本編でのリック・ハンターの顎（）の傷は、この漫画シリーズのなかで描写される戦闘で負傷した事実が判明する。 2010年6月1日にグラフィックノベル版が発売された。 | 全6巻 | グラフィックノベル版あり。                           |

### タイタン・ブックス（Titan Books）社
2016年10月10日（米国西海岸標準時 (PST)）、タイタン・ブックス（ Titan Books ）社 は、『超時空要塞マクロス』を原作とする翻案作品『ロボテック：マクロス・サーガ』の最初の物語を、2016年の最新の構想と作画でリメイクする「ロボテック：ザ・ファースト」とでもいうべき『超時空要塞マクロス THE FIRST』と同様の企画構想による、フルカラーデジタル漫画シリーズを展開することとし、その作画に エターニティ社による『ロボテック創世記：ゾアの伝説』（Robotech Genesis：The Legend Of Zor）や 同社 および アカデミー・コミックス社 において継続出版された『ロボテックII：センチネルズ』（Robotech II: The Sentinels）編 、さらに ワイルドストーム社 による『ロボテック：シャドウ・クロニクルへの序曲』（Robotech : Prelude to the Shadow Chronicles）などの旧作漫画シリーズで功績のあったジェイソンとジョンらによるウォルトリップ兄弟による第1巻の表紙を公開した。
タイタン版での『マクロス』シリーズではグローバル艦長はトランスフォーメーションにおける艦内都市の崩壊時に瓦礫（）の下敷きとなり死亡、リサ・ハイエス（早瀬未沙）が繰り上げ任官となり、艦長に就任するという独自の展開になっている。
また、SDF-1 マクロスが、アラスカ統合軍本部より試射されたグランドキャノンに誤射される（第16巻）など、これまでの伝統的な初代『マクロス』系統の物語構成を覆す展開を特徴とする。
本シリーズは2019年9月11日発売の第24巻で完結し、物語の続きは次世代の「リミックス」シリーズで描かれることになった。
2019年7月19日、『ギーク・ニュース』（Flickering Myth | Geek News）の記者ガリー・コリンソン（Gary Collinson）は、2019年7月18日（太平洋夏時間） サンディエゴのコミコン・インターナショナル会場において、タイタン・ブックス社がネーム作家ブレンダン・フレッチャー（Brenden Fletcher）、作画エルマー・ダマソ（Elmer Damaso）ほかによる新しい漫画シリーズ『ロボテック：リミックス』 (Robotech: Remix) シリーズを開始することとし、その第1巻を2019年10月9日（のちに10月16日に遅延と告知）に発売すると発表した。また『コミック・ウォッチ』（Comic Watch）のロス・ハッチンソン（Ross Hutchinson）も同様の内容を報道するとともに、漫画シリーズ第1巻の本編のサンプルを2ページ分掲載した。
2019年7月22日（東部標準時）Den of Geek の記者シャムス・ケリー（Shamus Kelley）は、独占記事として「ロボテック：リミックスシリーズ」のデザインと新しい登場人物のキャラクターデザインを公開した。
なお、第1巻の発売は予期しない配信上の問題により遅延（unforeseen distribution delay）し、2019年10月16日に変更されることが、同年10月4日(太平洋夏時間)に告知された。
電子書籍のAmazon Kindleでは、洋書として同シリーズを日本国内から購入可能である。
| 題名         | 邦訳例           | 解説 | 巻数          | 備考                         |
| ------------ | ---------------- | --- | ------------- | ---------------------------- |
| Macross Saga | マクロス・サーガ | 伝統的な『マクロス・サーガ』の物語をおもにイタリア移民系アーティストの画風でリメイクしたもの。グローバル艦長は SDF-1 マクロス の強攻型（人型）への変形過程における艦内都市の崩壊時に瓦礫（）の下敷きとなり死亡、リサ・ハイエス（早瀬未沙）が繰り上げ任官となり、艦長に就任するという独自展開。 ブライアン・ ウッド（Brian Wood）による物語構成、マルコ・ツリーニ（Marco Turini）による本編作画。毎巻の表紙（カバーアート）は別のアーチスト。                   | 全24巻完結    | 2017年7月26日 -2019年9月11日 |
| Remix        | リミックス       | 同一の艦船に乗り合わせている一家である『マクロス・サーガ』編のマックス艦長とミリア作戦指揮官、そして夫妻の長女であるダーナ・スターリングとの親子関係を主軸とするシリーズ。 伝統的なマスターズ編の物語のその後を、『マクロス』編の登場人物（ダーナの両親ほか）を登場させて描く。 「ロボテック・シリーズ」の原初設定とは異なり、原作の『超時空要塞マクロス』と同様に、「ブリッジ・バニー」（ヴァネッサ、キム、シャミー）は生存する別分岐の物語構成となっている。 | 全25巻 (予定) | 2019年10月16日-              |

## 小説
デル・レイ・ブックスは「ロボテック」を小説化した。小説版の作者名ジャック・マッキーニ（Jack McKinney）は共同ペンネームで、最初はジェームズ・ルセーノ（James Luceno）のチームが実際に執筆した。
のちに仕事を受け継いだブライアン・デイリー（Brian Daley）は、架空の文書（小説、散文、随筆、詩文、歴史書）からの引用を用いる作風が有名な『デューン』のスタイルで、「ロボテック」の年代記を肉付けした。
アニメにもとづくハーモニーゴールド USA 社公認の2002年以降の後付けで公式作品とされた「現在の正典」との大きな違いがあり、たとえば、小説版はテレビシリーズで言及されていない「プロトカルチャーの形態」の概念を作品に取り入れている。
以下の一覧は、デル・レイ社が出版した小説を年代順に並べたものである。
| 単行本 Individual Editions | 組本 Omnibus Collected Editions |
| --- | --- |
| 1. Genesis 2. Battle Cry 3. Homecoming 4. Battle Hymn 5. Force of Arms 6. Doomsday 7. Zentraedi Rebellion 8. The Devil's Hand 9. Dark Powers 10. Death Dance 11. World Killers 12. Rubicon 13. The Masters Gambit 14. Southern Cross 15. Metal Fire 16. The Final Nightmare 17. Before the Invid Storm 18. Invid Invasion 19. Metamorphosis 20. Symphony of Light 21. The End of the Circle | - The Macross Saga: Battlecry (#1-3) - The Macross Saga: Doomsday (#4-6) - Southern Cross 3-in-1 (#7-9) - The Sentinels 3-in-1 (#13-15) |

これらの小説は正典とみなされていないにもかかわらず、本来の出版元のデル・レイ・ブックス社ではなく、ライセンス元のハーモニーゴールド USA 社から再出版された。

## TRPG
「ロボテック」のテーブルトークRPG（TRPG）は、原典の映像上の三部作である「ロボテック・シリーズ」と、『ロボテック II：センチネルズ』シリーズの （2002年以降の後付けで書き換えられる以前の）当時の公式設定にもとづき、1986年から2001年にかけてパラディウム・ブックス（Palladium Books）社によって発表された。
原版を改良、あるいはシステムの不備（バグ）を補正した新改訂版は、ハーモニーゴールド USA社の映像作品の新作『ロボテック：シャドウ・クロニクル』にもとづく「ロールプレイングゲーム」の資料本とともに、2008年から開始された。

### TRPG 原版 (1986–2001)
原版の「ロボテック・RPG」は、以下の巻で構成される。

#### 中核本（コア・ブックス）
- Robotech ® RPG本 1: マクロス
- Robotech ® RPG本 2: 統合軍（RDF / UEDF）教本
- Robotech ® RPG本 3: ゼントラーディ軍（Zentraedi）
- Robotech ® RPG本 4: サザンクロス軍（Southern Cross）
- Robotech ® RPG本 5: インビッド（Invid）侵攻
- Robotech II ®RPG資料: 歩哨（センチネルズ）
- Robotech II ®RPG資料: 遠征艦隊軍（REF / UEEF）・戦場教本
- Robotech ® RPG本 6: マスターズの反撃
- Robotech ® RPG本 7: 新世界秩序
- Robotech ® RPG本 8: 強襲部隊

中核本（コア・ブックス）は、別名「資料本」（ソース・ブック）とも俗称で呼称される。

#### 冒険 / 脚本（シナリオ）本
- Robotech ® RPG 冒険の書: 槍騎兵（ランサー）のロッカー
- Robotech ® RPG 冒険の書: ゼントラーディ軍（Zentraedi）包囲突破
- Robotech ® RPG 冒険の書: 幽霊船
- Robotech ® RPG 冒険の書: 統合軍（RDF）軍・速成訓練計画

槍騎兵（Lancer、ランサー）とは、物語設定上の終着年である2066年に存在している月面都市「ベルモント」の初代にして現市長ランサー・ベルモント（Lance "Lancer" Belmont） こと芸名イエロー・ベルモントの兵士としての別名。槍騎兵（ランサー）と本名「ランサー（ランス）」との二重の掛詞になっている。
設定自体はインビッド（Invid）との大戦後の体験にもとづくテレビドラマにヒントを得たという劇中劇設定の冒険の書（アドベンチャー・シナリオブック）である。イエロー・ベルモントこと本名ランス（ランサー）・ベルモントが、ロック歌手兼ダンサーであることから、展開には「歌」が戦乱の後遺症で疲弊しきった各都市の市民の協力を得られるかどうかの鍵になるなど、独特のシステムが存在する。

### 構成
中核本の第1巻から第5巻まではテレビシリーズとして放送された「ロボテック」の基本三部作をカバーした。
『ロボテック II』（Robotech II）『歩哨（センチネルズ）』と『統合軍（RDF）戦場教本』は『センチネルズ』（Sentinels）のパイロット版映画をカバーしたが、素材資料は決して枯渇することなく開発発展した。
第6巻『マスターズの反撃』と『Robotech RPG 冒険の書: 槍騎兵（ランサー）のロッカー』のシリーズが発生し終結して、第7巻『新世界秩序』と第8巻『強襲部隊』、そして残りの『冒険の書』は、第一部『マクロス・サーガ』時代の最中から直後に掛けて開始された。
これらの本はケヴィン・シエンヴィーダ（Kevin Siembieda）とほかのパラディウム社正社員（ブライアン・マニング（Brian Manning）ほか）によって、そして一部は、特に後半の本および資料本（ソースブック）はフリーランスの作家によって書かれた。
図解や設定画稿は特に中核本（コアブック）において、部分的に最初の日本の原資料から引用され、そして、部分的に新規の白黒の設定線画がパラディウム社の正社員と、ケヴィン・ロング（Kevin Long）のようなフリーランスのアーティストによってなされた。
パラディウム社も『超時空要塞マクロスII -LOVERS AGAIN-』のOVAにもとづき、完全に分離独立したロールプレイングゲームの資料本を発表したが、しかしこれはハーモニーゴールド USA社 の公式の「ロボテック・シリーズ」の各作品との連続性とはまったく無関係だった。

### 筋書進行（Storyline）
原版の「ロボテック・RPG」の出版は、概してテレビシリーズ筋書に追随したが、ジャック・マッキニー（Jack McKinney）による 「ロボテック・シリーズ」小説版がまさにそうしたように、みずからの独自の手法でテレビシリーズの間隙を埋めようと試みた。
資料本のいくつかは拡張性のための多くの領域がある『マクロス・サーガ』時代か、あるいはその直後の「ロボテック」世界の異なる部分を補完した。
しかし、「ロボテック」テレビ・シリーズを再現した出来事のあと、パラディウム・ブックスのロールプレイングゲーム出版本は、マッキニーの物語から分岐して独自の展開を歩み始めた。
マッキニーの「ロボテック・シリーズ」小説版がスコット・バーナード（Scott Bernard）とほかの仲間たちが平和に満ちた惑星となった地球をあとにしてリック・ハンター提督（Admiral Rick Hunter）らを乗せた SDF-3 パイオニア（Pioneer）の捜索へと筆を進めたのに対して、パラディウム・ブックスのロールプレイングゲーム出版本は、インビッド（Invid）が彼らが追い払われた2、3か月後に地球に戻ってくるという独自の設定を行った。
第6巻『マスターズの反撃』と冒険の書『槍騎兵（ランサー）のロッカー』は、この2回目のインビッド侵入の時代に設定され、元の「ロボテック」公式資料によって暗示されない概念と出来事を導入した。
『マスターズの反撃』は、東南アジアに地域を設定し「メカ・スー・ダイ」と呼ばれる機動兵器（メカ）による剣闘士的な格闘技（マーシャルアーツ）戦闘のシステムを特徴とする。
『槍騎兵のロッカー』は、『ニュー・ジェネレーション（新世代）』（『機甲創世記モスピーダ』）の第三世代のロック歌手にしてダンサーのランサーこと芸名イエロー・ベルモントの巡業公演（コンサートおよびライブツアー）の足取りに随行する、プロトカルチャー（資源）で駆動される二つに折り畳み可能な、強力な武器でもある楽器を持ち運ぶ演奏者（performer）の情報交換網を描写する。これらの楽器の効果と描写は日本国における「マクロスシリーズ」の続編『マクロス7』（Macross 7）の「歌エネルギー（チバソング）」に類似した発展を遂げたが、しかし一方で前記のシリーズとは無関係である。
『ロボテック II：センチネルズ』の ロールプレイングゲーム本もいくつかの点で、同『センチネルズ』「ロボテック・シリーズ」小説版とジェイソンとジョンのウォルトリップ兄弟（Jason Waltrip and John Waltrip brothers）の漫画本でカバーされる物語から分岐した。
そしてこれらもまた、ハーモニーゴールド USA社から提供される同じ不完全な原資料素材に基づいて独自に開発された。
2つの主要な違いは、SDF-3 パイオニア（Pioneer）が彼らに同行している遠征艦隊軍（Expeditionary Force、Robotech Expeditionary Force: 2044-onward）艦船の全艦隊が去ったという点、そして、遠征艦隊軍とセンチネルズ（Sentinels）の非人類型異星人たちがインビッド（Invid）の摂政リージェント（Regent）との長引いた戦いに参加するという構想である。
このゲーム資料本もセンチネルズの非人類型異星人たちが遠征艦隊軍（Expeditionary Force）にインビッド（Invid）の摂政リージェント（Regent）との長引いた戦いに公然と参加することを示唆した。

### ゲーム・システム
「ロボテック・RPG」は、同ゲーム資料本よりも数年早く導入された、パラディウム・ファンタジー・ロールプレイングゲーム（Palladium Fantasy Role-Playing Game）において用いられたゲーム規則システムの修正版を使用した。
明らかに世界で最初かつ最大のファンタジーテーブルトーク・ロールプレイングゲーム（TRPG）である『ダンジョンズ&ドラゴンズ』（Dungeons & Dragons、略称 D&D ）に倣って製作されたパラディウム社のファンタジー系テーブルトークRPGは、ゲームシナリオ進行用「3D6」（3個の6面のロールプレイングゲーム用多面体サイコロ）と戦闘場面用の「D20」（1個の正20面体のロールプレイングゲーム用多面体サイコロ）を転がすことによって発生する肉体値、および精神値などの公平な乱数統計値にもとづく、非常に類似したゲーム規則システムを使用した。
2個の10面体のサイコロ、1つの「目」読みで10の値（column / 「カラム」または「コラム」）とも、一方でゲーム規則によっては1つの値とも解釈されるゾッキヘドロン（Zocchihedron）と呼ばれる100面体のダイス（Percentile dice）が、能力値の決定に使われる。
「ロボテック」のロールプレイングゲームは、百名の標準的なゲームキャラクターのヒットポイント（耐久値）が、擬似的に重装甲メカの耐久力に匹敵するという大打撃（mega-damage）の概念を導入した。
この概念はパラディウム・ブックス社のほかの作品『リフト』（Rifts）ゲームにおいて広範囲に採用された。
ゲーム批評家たちは、規模拡大に見合うだけの適切な規模の新規のゲームシステム設計を選択せず、安易に『ダンジョンズ&ドラゴンズ』のようなゲーム・システム上へアニメ風の巨大ロボットをボルト締めするようなシステム構成の試みが、ゲーム製作企画上の愚かな選択であると告発した。
パラディウム・ブックス社のゲーム規則の複雑さ（各々の本で参照されるメカの全体的な耐久力と同様に戦闘値と能力値の確認にときおり困惑するような、長い、まるでFASA社が製作したウォー・シミュレーションゲームの『バトルテック』（BattleTech）のような苦痛に満ちた情況が発生しうることを意味した。
これらのパラディウム社のゲームシステムの決定に関しては、「ロボテック」のアニメ本編での板野サーカス（立体的超高速戦闘アクション演出）を始めとする「矢継ぎ早の戦闘動作」をシミュレーションするにはあまり適したものではなく、むしろこれらの作品の特性と演出に沿ったかたちでの役割演技（ロールプレーイング）の過程とゲーム進行を阻害するFASA社の「バトルテック・シリーズ」の模倣であると、利用者側の一部からは批判の意見がある。
これらのゲームもまた、中核本（コアブックス）第6巻『マスターズの反撃』を除いて、印刷物に対するいかなる改訂も決して行われず、利用者は、ゲームに関する訂正もしくは新しいゲーム規則に関して、以降に出版されたゲーム規則集（ルールブック）あるいはオンライン（大半はインターネットで提供された）上のよくある質問とその回答（FAQ）で補わなければならなかった。
この原版（1986-2001年）の第二刷以降の再印刷に関して、いかなる活字の訂正も行なわず、別途に発売されるゲーム規則集（ルールブック）やオンライン上の回答集などの原版資料本以外の外部に訂正を頼るというアフターサービスの企業態度は、利用者たちをさらなる混乱と困惑に導いた。
もう一つの一般批判は百分率を基礎とする登場人物の特殊技能または技術値システムの欠陥に関してのものだった。ゲームの進行において、利用者が演じる登場人物が、その選択やシステム上で発生する任意の制約に従い、ゲームの終了までまったく使用しない特殊技能や技術の項目が存在したとしても、登場人物の「技量を発揮できる領域」のあらゆる特殊技能または技術値は、得られる各々の登場人物の水準（「キャラクターレベル）に設定された百分率の値によって自動的に向上し、利用者が演じる登場人物に対して「使用不可能にも関わらず、不要な技術向上値が配分される」という不公平が生じて、ゲーム管理者（ゲームマスター）は各自でこの問題を解決する手段を考案しなければならなくなった。
連名ペンネーム小説家ジャック・マッキニー（Jack McKinney）による「ロボテック・シリーズ」小説版と同様に、「ロボテック・RPG」の創作者たちは、当初よりその設定の基礎となる資料の大半をみずからの検索や日本国の知人友人を介しての再発見と、独自の調査研究に基づく製作環境を強いられた結果、日本国の完全な原資料への接触の可用性が、その製作開始当初より欠如していて、たいへんな苦労を強いられた。
資料の多くは解像度が低く、必要とする特定の登場人物やメカ画像の詳細に関して非常に不正確で、彼らは利用可能な限られた原資料の不十分な品質の翻訳物とテレビ放映された使い古しのフイルムあるいはそれらを複製した劣化したビデオテープを、切断するまで一時停止するなどして参照しながら締切最終期限ぎりぎりまで働かねばならなかった。
原典の不完全な紙上資料と複製に伴うエラー劣化のあるアニメ映像および静止画像の複合的な可用性の不足の結果として、「ロボテック」テレビシリーズに関する「ロボテック・ロールプレイングゲーム資料本」の記載の多くの部分に関して—誤った兵器と装備、さらには他のメカや航空機・軍用車輌全体に関して、いくつかの場合において混乱した記述がみられる。
これは特にサザンクロス軍に関する書籍にとって当てはまり、その記載の中では機甲師団の多くの人型戦闘ロボット（区分に従いバトロイド、あるいはデストロイドと総称される）と アーミング・ダブレット（A.D）と呼称される動力付き軽甲冑（装甲服）は相互において、ロボットを装甲服またはパワードスーツと記載したり、その反対に装甲服やパワードスーツの大きさや機能の説明を誤解釈して戦闘ロボット、つまりメカと紹介記載する混乱がみられる。
最も顕著な例のうちのひとつに、200メートル級の バンシー（Banshee）級・駆逐艦および グレムリン（Gremlin）級・誘導ミサイル駆逐艦は、明らかに形状や大きさが異なるにもかかわらず、（架空の開発企業設定による）ロッキード・マーティン社 開発の2連装の荷電粒子砲を装備した単座の宇宙戦闘機「SF-3A ランサーII」として、『Robotech ® RPG本 1: マクロス』、つまり第1巻で誤って定義・紹介される。

### キャンセル企画
当時のハーモニーゴールド USA社の挫折し中止となったRobotech 3000計画に関して生じた商標権契約上の諸問題に加えて、ハーモニーゴールド側にライセンス料の支払いを必要としないパラディウム社の独自企画で、かつ同社のフラグシップシリーズである「リフト」（Rifts）シリーズの出版物が米国社会の世間一般から再注目されたという事実は、パラディウム社が「ロボテック」の商標権の許可を申請の再開を控える原因となった。
『ロボテック：ロールプレイングゲーム』の原版は、2001年6月30日付けで絶版となった。

### TRPG 改訂版（2008 - 2018）

#### The Shadow Chronicles
2006年10月26日、パラディウム社フォーラムの投稿記事より（On August 26, 2006, a post on the company forums.）。
完全新作の続編 Robotech: The Shadow Chronicles の製作に伴い、「ロボテック・シリーズ」の商標権のライセンスの再許可を得るパラディウム社の意図を述べた。2007年2月19日時点で、ケビン・シエンヴィーダ（Kevin Siembieda）、契約の協議がいまだパラディウム社、およびハーモニーゴールド USA社の間で進行中であると述べた。新作『シャドウ・クロニクル』にもとづく新しいロールプレングゲーム本について、2007年第三四半期に発売が計画された。しかしながら、契約交渉は予想よりも長引き、パラディウム社が取引が成立したと発表可能な日付は、2007年9月6日にまでずれこんだ。『シャドウ・クロニクル』のロールプレイングゲームは過去の全ての刊行物の「8.5 × 11インチ」の寸法より小型化された日本国の漫画単行本の大きさの出版形態で発行された。
この措置は、パラディウム社の出版物のファンのあいだでいくつかの論争を生じさせた。そして、底本（ていほん、そこぼん。参照元となった本。あるいは原本の意味）の完全サイズの「豪華版」の発表を促した。「豪華版」ハードカバー版は漫画単行本サイズのロールプレイングゲーム（RPG）資料本の初版における誤りによって正誤表（errata）を含んでいる。また「豪華版」ハードカバー 版はゲームにおける大型航空宇宙機や宇宙艦船の使用のための戦闘規則とステイタスを含んでいる。しかしながらそれらには、より新しい『ロボテック：シャドウ・クロニクル（影の年代記）』時代の航空宇宙機の技術と派生型が除かれていた。

#### 改訂新規資料本
『マクロス・サーガ（The Macross Saga）』 資料本（ソースブック）は2008年10月下旬、『マスターズ・サーガ（The Masters Saga）』（『超時空騎団サザンクロス』）を 含む資料本（ソースブック）は2009年4月、『ニュー・ジェネレーション（The New Generation）』（『機甲創世記モスピーダ』）を 含む資料本（ソースブック）は2011年10月6日に発売された。
- Robotech: Macross Saga Sourcebook
- Robotech: The Masters Saga Sourcebook
- Robotech: Shadow Chronicles RPG
- Robotech: The New Generation Sourcebook
- Robotech: Genesis Pits Sourcebook  （邦訳例：「進化の実験坑」資料本）：2012年12月発売。Palladium Books Store Robotech® Genesis Pits Sourcebook
- Robotech: 地球統合軍・遠征艦隊軍（UEEF）・海兵隊 第1巻（Marines）：2015年7月発売。Palladium Books Store Robotech®: Expeditionary Force Marines Sourcebook One

### パラディウム社のライセンス失効
TRPG 原版（1986年 - 2001年）から6年間の空白期間を挟み、TRPG 改訂版 (2008年 - 2018年2月28日) にて長年「ロボテック」のテーブルトーク・ロールプレイング・ゲームに関わってきたケビン・シエンヴィーダ（ Kevin Siembieda ）を中核とする、パラディウム・ブックス ( Palladium Books) 社の商品群は、「ドライブスルーRPG」 ( DriveThruRPG )  というオンラインストレージ （英: online storage）にアップロードされている  PDF かつ 光学文字認識 (OCR) 化された既存の「ロボテック」RPGタクティクス用の無料の資料本のみならず、1986年に発売され32年間にわたり利用されてきた最初の「ロボテック」RPGシリーズの実体書籍と、そのPDF版（2017年に電子化されて間もない）を含めて、
- ハーモニーゴールドUSA社が2018年3月末日までのロボテックシリーズ商標権付与を「更新しない」ことによるライセンス失効
- 3Dプリンターによる原型ミニチュア模型を金型起こしする際のアンダーカット（アンダーテーパー）に起因する部品数の細分化による金型増加による予算超過
- アメリカ合衆国における国内郵便および生産地域である中国からのパラディウム社までの製品移送に伴う国際郵便がいずれも、これまでの重量区分による郵便料金に加えて寸法による従量加算に移行したことによる劇的な送料の増加（輸送費用が出資者たちから収集した資金の10％からという当初の見積もりから、回収された資金の125％に急上昇したこと）による第二弾に対する資金不足

を理由として、2018年3月末日をもって廃版となる。
このことは、パラディウム・ブックス社が「ロボテック・シリーズ」の商品化の企画を中途で放棄することと同義であり、すでに「キックスターター」( Kickstarter ) のクラウド・ファンディングに参加し、第二弾（wave-2）の商品代金を予約に入金した出資者（大半が一般のボードゲームファン）の間で失望と予約金の返還を含めた不満を巻き起こすことになった。

## コンピュータゲーム
「ロボテック」のライセンスを受けたコンピュータゲームは5つあるが、そのうち4つのみが発売された。
XboxやPlayStation 2 の海外ゲームは、そのまま日本のハードで動くものがあるが、「ロボテック」のゲーム作品はゲームボーイアドバンス以外のゲーム・プラットフォームにリージョンコードが設定されており、日本版のハード（ゲーム・プラットフォーム）で遊ぶことはできない。
| 題名                                                             | 邦訳例                               | 解説 | プラットフォーム | 発売年月日               |
| ---------------------------------------------------------------- | ------------------------------------ | --- | --- | ------------------------ |
| Robotech: Crystal Dreams                                         | ロボテック：水晶夢                   | 舞台は、『マクロス・サーガ』最終話のSDF-1の破壊から、『センチネルズ』編のSDF-3 パイオニア（Pioneer）の進宙式までの期間。連続性がめちゃくちゃで、シリーズでは平和だとされている時期にゼントラーディ軍が襲来する。 開発者 GameTek が破産したために、発売前の1998年に製作が中止された。 のちに南極出版社（アンタクティック・プレス / Antarctic Press）社より、ゲームの構成を参考にした同名の漫画版が出版されたために、発売中止となったにもかかわらず知名度は高い。 なお、形態としては3Dシューティングにあたり、日本国でも、これをトミー（現タカラトミー）が『超時空要塞マクロス アナザーディメンション』として日本で発売する予定が一時あった。しかしながらGameTek倒産により開発が停止され、日の目を見ることはなかった。 | ・NINTENDO 64 | 1998年発売中止（未発売） |
| Robotech: Battlecry                                              | ロボテック：鬨の声（ときのこえ）     | 『マクロス・サーガ』の27話以降のいわゆる「戦後編」の時代を舞台に、アニメで描かれた出来事に平行してゲームが進行する。複数人プレイは1対1の対戦のみ可能。なお、VF-1 バルキリーの米国独自の新作デザインによる派生型であるVF-1Rは本作品で初登場した。 | ・Xbox ・PlayStation 2 ・ニンテンドー ゲームキューブ | 2002年9月23日            |
| Robotech: The Macross Saga                                       | ロボテック：マクロス・サーガ         | 横スクロール形式のシューティングゲーム。 | ・ゲームボーイアドバンス | 2002年10月27日           |
| Robotech: Invasion                                               | ロボテック：侵略                     | ジャンルはファーストパーソン・シューティングゲーム。『ニュー・ジェネレーション』のストーリーで、一人プレイのミッションと複数人プレイのオンライン対戦が可能。 パワードスーツに変形する可変バイク、サイクロンが出てくる。 | ・Xbox ・PlayStation 2 | 2004年10月6日            |
| Robotech: The New Generation Robotech: The New Generation mobile | ロボテック：ニュー・ジェネレーション | 携帯端末事業者によって、日本国内での待受アプリや、着信メロディ、着信ボイス、着うたフルプラスをも含めたモバイルコンテンツ(mobile contents)に当たるものとして提供される、VFA-6 レギオス の単純な縦スクロールシューティングゲームの携帯電話ゲーム移植。 | ・AT&T （AT&T Robotech mobile） ・ロジャース・コミュニケーションズ （Rogers Communications） ・スプリント・ネクステル （Sprint Nextel Corporation） の各アプリケーション対応端末。 | 2007年5月7日             |

## カードゲーム
2006年、ヒーローファクトリー社（Hero Factory）は、いわゆるベータ版の公開市場調査期間を踏まえたあとに、アニメ・エキスポ（Anime Expo）において、『ロボテック・トレーディングカードゲーム』（Robotech Collectible Card Game/RCCG）を発売した。
ゲームシステムは、基本的に『マジック：ザ・ギャザリング』のもので、主要なカードは劇中で搭乗機を乗り換えるように交換可能である。
カード種別とデッキ
三種類の基本的なカード種別がある。
- キャラクターカード（Character）は、それぞれの「ロボテック」世界の人々と英雄的個人を表す。
- メカカード（Mecha）は、さまざまなものがあり、ベリテック戦闘機（可変戦闘機）を含む。
- アクション（Action）カードは、戦闘中の行動または出来事を表し、たとえば機体は回避機動を行う事も可能な拡張性がある。
- 艦船カード（Vessel）は、各種機体や人員の移動拠点となる。拡張デッキで、アゾニア（ラプラミズ）艦隊のゲーム進行に不具合が発生した。
- 居住地カード（Location）は、ロボテック・マスターズの居留地（ヴァリヴェール恒星系）という地球外の舞台展開が必要になったので、『マスターズ』編の拡張デッキから導入された。

各々のプレーヤーのデッキは最低50枚を含まなければならず、いわゆる「基本」（ベーシック、任意の枚数で使用可能な非固有の流動性のある）カードを各々の項目で3枚以上含まれなければならない。
以下の拡張デッキが発売された。
- アゾニア（ラプラミズ）・デッキ
- 青の飛行中隊（マックス・スターリング）・デッキ
- ブリタイ・デッキ
- SDF-1 デッキ
- ロボテック・マスターズ・デッキ
- ニュー・ジェネレーション・デッキ

「ベータ版」デッキは公的に販売され、カードの四隅が角落ちされておらず、鋭角のままである特徴で容易に識別可能だった。そして、それはゲームシステムの不具合の確認と市場動向調査のために、コアなカードゲーム・ユーザーを対象としてロールプレイングゲーム専門店や通信販売で頒布され、標準発売カードのようには流通されない。